# Frank Rizzo

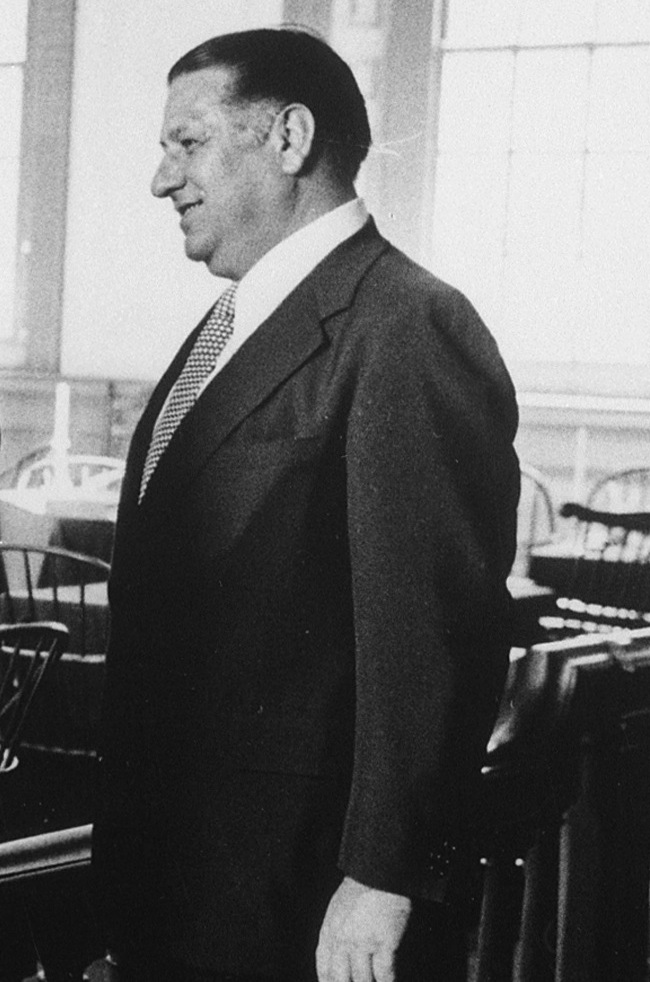
Frank Rizzo, 1972

Frank Rizzo (* 23. Oktober 1920 in Philadelphia, Pennsylvania; † 16. Juli 1991 ebenda) war ein amerikanischer Politiker und von 1972 bis 1980 Bürgermeister von Philadelphia.
Er entstammte einer italoamerikanischen Familie und wuchs in kleinbürgerlichen Verhältnissen in South Philadelphia auf. Ohne Schulabschluss begann er seinen Werdegang als Polizist und arbeitete sich bis zum Polizeichef der Stadt empor. In dieser Funktion erreichte er wegen seines kontrovers diskutierten harten Vorgehens gegen die afroamerikanische Bürgerrechts- und studentische Protestbewegung internationale Bekanntheit. Viele Seiten warfen ihm Polizeigewalt und Rassismus vor. Rizzo trat bei insgesamt fünf Bürgermeisterwahlen an, von denen er die ersten beiden für sich entschied, und kandidierte dabei zuerst für die Demokraten und später für die Republikanische Partei. Richard Nixon orientierte sich im Präsidentschaftswahlkampf von 1972 thematisch an Rizzos Law-and-Order-Politik und suchte seine Kooperation.
Rizzos Person und Amtsführung polarisierten die Bürger Philadelphias in hohem Maße, wobei ihm polizeistaatliche Methoden vorgeworfen wurden. So ordnete er als Bürgermeister die Telefonüberwachung von politischen Gegnern durch eine eigens dafür eingerichtete Spionage-Einheit an. Eine Petition für Rizzos Abwahl, ausgelöst durch historisch einmalige Abgabenerhöhungen zu Beginn seiner zweiten Amtszeit, scheiterte im Jahr 1976. Weil die in der Stadtordnung Philadelphias festgeschriebene Mandatsbeschränkung keine dritte Amtszeit zuließ, schied er 1980 aus dem Rathaus aus. Danach trat er bei den folgenden drei Bürgermeisterwahlen an und moderierte zwischenzeitlich eine Talk-Show in einem lokalen Radiosender. Während des Wahlkampfes 1991 starb Rizzo an den Folgen eines Herzinfarktes.
Im Juni 2020 wurden als Reaktion auf die Proteste infolge des Todes von George Floyd sowie die Black-Lives-Matter-Bewegung in Philadelphia ein Denkmal Rizzos entfernt sowie ein ihn abbildendes Wandgemälde am Italian Market übermalt.

## Leben und Laufbahn

### Ausbildung und Erziehung

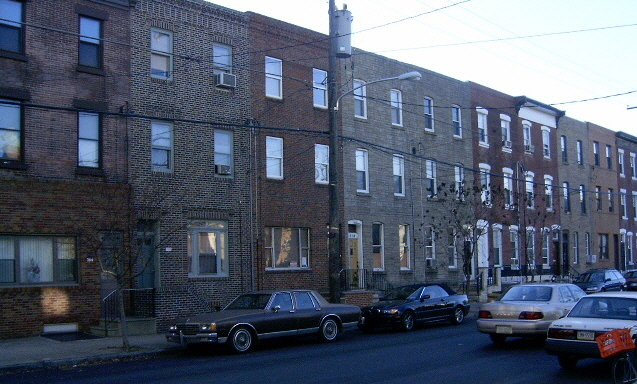
Typischer Wohnblock mit Reihenhäusern in South Philadelphia

Rizzos Vater, Raffaele Rizzo, emigrierte wegen der Krise in der Landwirtschaft Süditaliens im Jahr 1908 als 14-Jähriger aus dem italienischen Chiaravalle Centrale, Kalabrien, in die Vereinigten Staaten. Er ließ sich in Philadelphia nieder, das in den Jahren vor dem Ersten Weltkrieg sein größtes Bevölkerungswachstum hatte. Die Einwanderer kamen hauptsächlich aus Süd- und Osteuropa. Wie fast alle Italoamerikaner, die einen äußerst niedrigen sozialen Status hatten und von den früher zugewanderten sowie wirtschaftlich erfolgreicheren Deutsch- und Irischamerikanern von politischer Machtteilhabe ausgeschlossen wurden, lebte er in South Philadelphia. Diese Ghettoisierung war damals in Philadelphia nur noch bei den Afroamerikanern zu beobachten. Die Kriminalität der Black Hand Gang und das Entstehen der Philadelphia Crime Family unter Salvatore Sabella verstärkten die Diskriminierung der Italoamerikaner noch weiter.
Raffaele Rizzo arbeitete als selbständiger Schneider mit eigenem Geschäft. Im Jahr 1917 trat er in den Polizeidienst ein und führte die Schneiderei als Nebenerwerb fort. Frank Rizzos Mutter, Theresa Erminio, wuchs in South Philadelphia auf und hatte aus Italien stammende Eltern. Ihr Vater war ein Handwerker aus der Toskana, der in den 1880er Jahren in die Vereinigten Staaten ausgewandert war und als Steinmetz arbeitete, während ihre Mutter aus den Abruzzen kam. Raffaele Rizzo und Theresa Erminio heirateten im Sommer 1918. Sie erwarben ein Reihenhaus in der South Rosewood Street, das etwas außerhalb der italoamerikanischen Stadtviertel lag. Frank Rizzo kam am 23. Oktober 1920 als ältester von drei Söhnen zur Welt und wurde nach seinem Großvater väterlicherseits, Francesco Rizzo, benannt, wobei der Vorname amerikanisiert wurde.
Rizzo wuchs in South Philadelphia auf und erfuhr eine strenge Erziehung. Wie in italoamerikanischen Familien dieser Zeit oft zu beobachten, hatte der Vater zu seinem erstgeborenen Sohn ein mehr forderndes und distanzierteres Verhältnis als zu den jüngeren Brüdern. Die Erwartung an Rizzo war schon in jungen Jahren, sich selbständig zu beschäftigen und Verantwortung für die jüngeren Geschwister zu übernehmen. Auch legte der Vater wenig Wert auf Bildung, sondern betonte harte Arbeit und Gesetzestreue als Ideale. Typischerweise war Rizzos Beziehung zur Mutter enger. Schon als Kind seinen meisten Altersgenossen körperlich überlegen, entwickelte er wenig Ehrgeiz in Schule oder Sport, sondern zeichnete sich durch ausgeprägte Rauflust aus. 1938 musste er die High School ohne Abschluss verlassen, weil er seine verloren gegangenen Schulbücher nicht wieder beschafft hatte.

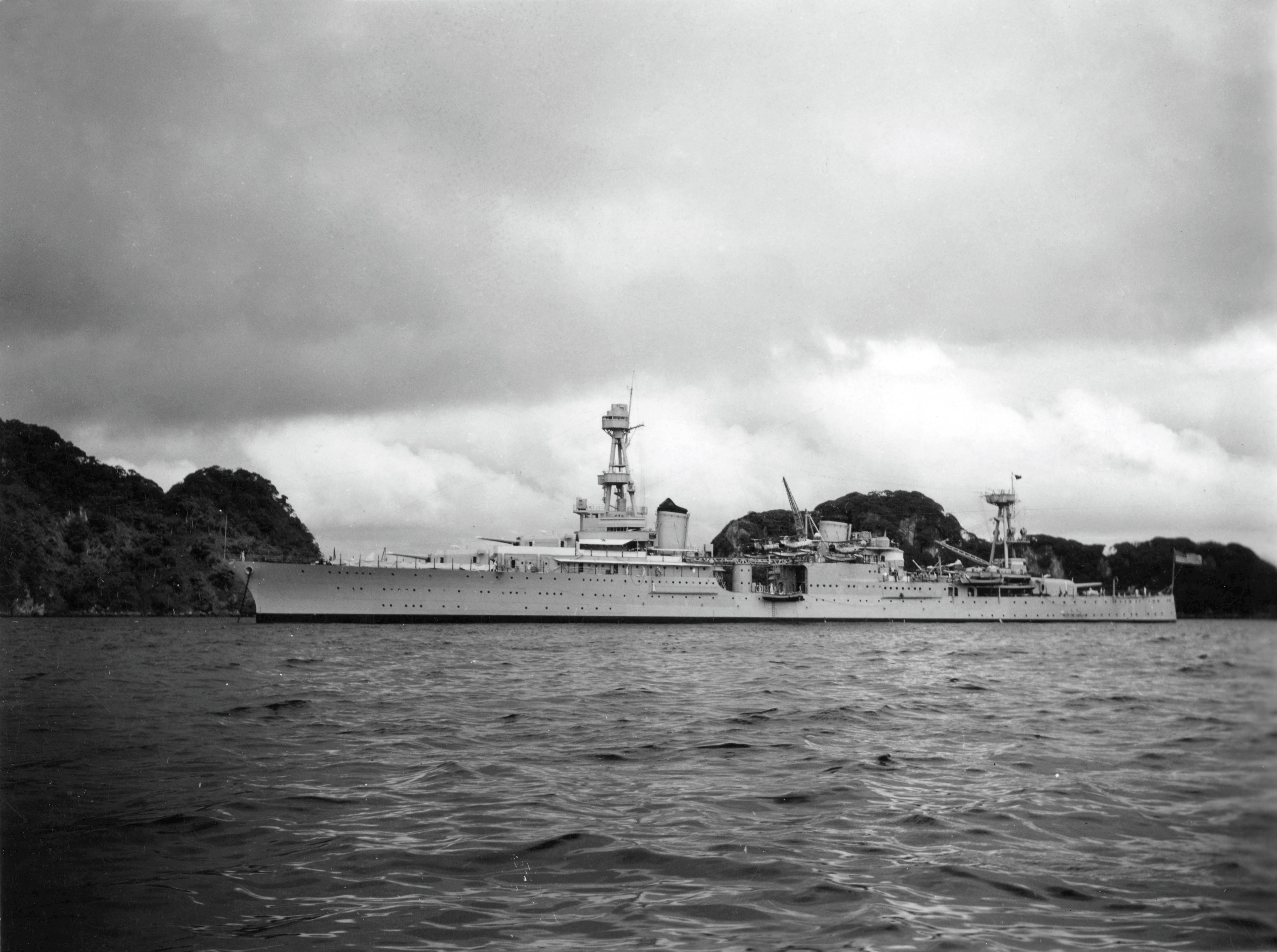
Kreuzer Houston (1938)

Noch im selben Jahr meldete er sich ohne Erlaubnis des Vaters als Freiwilliger bei der United States Navy. Nach nur kurzer Dienstzeit auf dem Kreuzer USS Houston wurde Rizzo im November 1939 wegen einer Diabetes-insipidus-Diagnose aus der Marine entlassen. Danach arbeitete er auf dem Bau und nach Eintritt der Vereinigten Staaten in den Zweiten Weltkrieg in einem Stahlwerk im Nordwesten Philadelphias, das Schiffsgeschütze herstellte. Im Jahr 1940 half Rizzo seinen Eltern beim Umzug von South Philadelphia nach Germantown, einen Stadtteil mit deutlich höherem Sozialstatus. 1942 starb Rizzos Mutter im Alter von nur 39 Jahren. Einen Monat danach, im April 1942, heiratete er Carmella Silvestri, deren Eltern 1908 aus der Provinz Salerno in die Vereinigten Staaten migriert waren. Bald darauf kaufte er mit seiner Frau ein Reihenhaus in unmittelbarer Nähe der Schwiegereltern in Germantown. Da sein Industriejob zum Unterhalt nicht mehr genügte, orientierte er sich beruflich um. Im März des folgenden Jahres kam Rizzos erster Sohn zur Welt, dem im Jahr 1950 eine Tochter folgte.

### Streifenpolizist in North Philadelphia (1943–1951)
Am 6. Oktober 1943 trat Rizzo in den republikanisch kontrollierten Polizeidienst Philadelphias und, rund um diesen Zeitpunkt, auch in die republikanische Partei ein. Obwohl der Berufseinstieg während des Kriegs einfacher war als zuvor, benötigte er die politische Patronage eines Ortsvorstands Germantowns, der Rizzos Vater kannte; beide waren Mitglieder der Republikaner. Die Polizei Philadelphias wurde zu dieser Zeit von Deutsch- und Irischamerikanern dominiert; so waren von 47 Hauptleuten nur zwei Italoamerikaner. Für die kommenden sieben Jahre ging er im Viertel Nicetown-Tioga, das in North Philadelphia liegt, auf Streife. Neben seiner Körpergröße fiel Rizzo in der Wache von Anfang an durch eine makellose Uniform auf, die zu seinem Markenzeichen wurde. Im April 1944 berichtete das Philadelphia Bulletin erstmals über ihn, als er außerhalb des Dienstes einen Brand in einer Apotheke gelöscht und sich dabei die Hände verbrannt hatte. 1948 fand Rizzos Polizeiarbeit erstmals Erwähnung in der Presse, als er fünf Personen, die einen Taxifahrer überfallen hatten, festnahm. Er trug dabei lediglich Verletzungen im Gesicht davon, während vier der Räuber im Krankenhaus behandelt werden mussten.
Im Jahr 1950 richtete der Senat einen Untersuchungsausschuss unter der Leitung von Estes Kefauver mit dem Ziel ein, landesweit Verbindungen zwischen organisiertem Verbrechen, Politik und Polizei aufzudecken. Ganz oben in der Prioritätenliste der Kefauver-Hearings stand Philadelphia, dessen Polizeidienst als besonders korrumpiert galt. Im Oktober 1950 entzog sich ein hochrangiger Polizeibeamter der Anhörung durch Selbstmord, dem noch zwei weitere Suizide von korrupten Polizeioffizieren folgten. Der Beauftragte für öffentliche Sicherheit in Philadelphia, Sam Rosenberg, sah sich daher gezwungen, das ramponierte Ansehen der städtischen Polizei durch Erneuerung des Personalbestands wieder aufzubessern. Zu dieser Zeit fiel ihm auf dem Weg zur Arbeit eines Morgens Rizzo auf, der den Verkehr regelte. Nach Studium seiner Personalakte erhob Rosenberg Rizzo in den Rang eines Sergeants und versetzte ihn nach South Philadelphia, wo er das Kommando über eine Squad, also eine Gruppe von bis zu zwölf Polizisten, an der South 7th Street erhielt.
Sein Revier grenzte nördlich an die Downtown des historischen Stadtzentrums (Center City). Rizzo hatte von Rosenberg ausdrücklich den Auftrag erhalten, gegen das Racketeering, also die illegalen Geschäfte des organisierten Verbrechens, vorzugehen. Zu dieser Zeit kam in der amerikanischen Cosa Nostra Philadelphias mit Joseph Ida und seinem Capo Angelo Bruno eine neue Generation an die Macht und drängte die von Harry Rosen geführte Kosher Nostra zurück, die in den 1940er Jahren die Stadt kontrolliert hatte. Als Sergeant stand Rizzo in engem Kontakt mit dem Nachtclubbesitzer Frank Palumbo, der freundschaftliche Beziehungen zu Polizisten, Politikern und Mobstern hatte. Inwieweit es zwischen den beiden zu einer Verständigung kam, ist unklar, jedoch ging Rizzo robust gegen Straßenkriminalität vor, während er die Cosa Nostra und das illegale Glücksspiel weitgehend in Ruhe ließ. Andererseits setzte er laut dem Biographen S. A. Paolantonio in seinem Revier den von Rosenberg vorgegebenen Kurs gegen Polizeikorruption durch. Rizzo war bald für seinen Wagemut und die Vorliebe für brutale Kampfhandlungen mit Schlagstockeinsatz bekannt. Seitdem er im Juli 1951 nach einer gemeldeten Ruhestörung die Tür zu einem Bordell eingetreten und dort nach einer Prügelei neun Personen verhaftet hatte, trug er den Spitznamen Cisco Kid nach dem bekannten Westernheld.

### Revierleiter in West Philadelphia und Center City (1951–1959)
Im November 1951 wurde erstmals nach 67 Jahren republikanischer Vorherrschaft mit Joseph S. Clark ein Demokrat zum Bürgermeister von Philadelphia gewählt. Dies gelang, weil die Demokraten in der weißen Arbeiterklasse und unter den Italoamerikanern South Philadelphias die Dominanz der Republikaner brechen konnten. Als eine seiner letzten Amtshandlungen beförderte Rosenberg Rizzo nach bestandener Prüfung am 18. November 1951 offiziell zum Sergeant und gab ihm das Kommando über eine motorisierte Straßenpolizeieinheit an der South 7th Street. Der neue Polizeichef Philadelphias, Thomas J. Gibbons, war ein alter Freund von Rizzos Vater. Obwohl Rizzo wegen seiner gewaltsamen Polizeimethoden als Cisco Kid berüchtigt war, beförderte Gibbons ihn im Januar 1952 zum Captain. Kurz darauf wurde er erstmals zum Leiter eines Polizeireviers ernannt. Es lag an der North 39th Street in West Philadelphia in einem Gebiet, das hauptsächlich von Afroamerikanern bewohnt wurde. Gibbons gab Rizzo die Order, sich vor allem auf Speakeasys, also illegale Kneipen, zu konzentrieren. Rizzo setzte seine robusten Polizeimethoden auch gegenüber Schwarzen unverändert fort. Als er sogar Logenhäuser der Elk Lodge stürmte, wurde das von der ansässigen Mittelschicht als Tabubruch wahrgenommen. Bereits nach wenigen Wochen erhoben afroamerikanische Anwälte Sammelklagen gegen Rizzo beim Bezirksstaatsanwalt Richardson Dilworth, was rechtlich jedoch folgenlos blieb. Im Mai 1952 versetzte Gibbons Rizzo an die 12th South Street in Center City.
Der Hintergrund für diese Versetzung war, dass zu dieser Zeit eine Gruppe von reformorientierten und einflussreichen Geschäftsleuten, darunter einer der wichtigsten Fundraiser des Democratic National Committees, die zumeist irischamerikanischen Parteifunktionäre der Demokraten zum Umbau der Downtown drängte. Die Stadtplanung stieß auf Widerstand der dortigen Bewohner und Kleinunternehmer, bei denen es sich größtenteils um Besitzer von Nachtclubs und Bars handelte. Um hier robust die Sperrzeiten und Alkoholverbote durchzusetzen, sowie die verbreitete Prostitution zu bekämpfen, entschieden sich Clark, Gibbons und Dilworth für Rizzo als Revierleiter an der 12th South Street. Nach einigen negativen Pressemeldungen über seine Razzien gegen Prostitution und illegales Glücksspiel entschloss sich Rizzo zur Kooperation mit der Presse und gezielten Weitergabe von Informationen an den Klatschkolumnisten des Philadelphia Inquirer. Im Januar 1953 beendete Rizzo mit dem Schlagstock ein Handgemenge zwischen mehreren Personen nach einer Gewerkschaftsversammlung, wobei er das erste und einzige Mal während seiner Dienstzeit die Dienstwaffe zog. Dank seines Einsatzes konnten zwei Schwerverletzte gerettet werden, die ohne sein Eingreifen wahrscheinlich gestorben wären. Mit diesen und weiteren Aktionen verschaffte Rizzo sich allgemein Respekt.

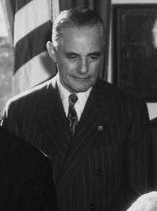
Der Bezirksstaatsanwalt und spätere Bürgermeister Richardson Dilworth (1961)

Im Zusammenhang mit dem Verdrängungsprozess, dem sich die Kosher Nostra in Center City gegenüber der Cosa Nostra ausgesetzt sah, verdächtigte Dilworth Rizzo, nur gegen die jüdische Mafia vorzugehen und das italoamerikanische organisierte Verbrechen gewähren zu lassen. Er sowie Clark und Gibbons hatten als demokratische Irischamerikaner zudem ethnische Vorbehalte gegen ihn; außerdem waren die Italoamerikaner in South Philadelphia traditionell Republikaner. Um dem Bezirksstaatsanwalt seine Loyalität unter Beweis zu stellen, verhaftete Rizzo im November 1953 zwei hochrangige Racketeers des Capos Bruno. Im Jahr 1954 konzentrierte sich Rizzo darauf, gegen Stripteasebars nahe der South Broad Street vorzugehen, wo die Renovierung der Bürogebäude begonnen hatte. Im Februar 1955 verhaftete eine Teileinheit aus Rizzos Revier die bekannte Stripperin Blaze Starr, die bald darauf die Stadt verließ. In ihrer Autobiographie zwanzig Jahre später warf sie Rizzo vor, drei Wochen nach ihrer Verhaftung eine sexuelle Affäre mit ihr gehabt zu haben, wobei ihn aber andere Zeugenaussagen entlasteten. Da ihn die Stadtregierung als Frontmann zur Säuberung von Center City einsetzte, war Rizzo bereits 1955 eine umstrittene und so populäre politische Figur in Philadelphia, dass im Wahlkampf für das Amt des Bezirksstaatsanwalts beide Kandidaten volle Unterstützung für Rizzo signalisierten. Dilworth wurde im gleichen Jahr mit großer Mehrheit zum Bürgermeister gewählt. Als Rizzo im August 1955 fünf Seeleute der United States Navy inhaftierte, warfen sie ihm später vor, sie mit dem Schlagstock auf der Polizeistation verprügelt zu haben. Daraufhin erfolgte die erste richterliche Anhörung zu einem möglichen Fehlverhalten Rizzos als Polizist, die Klagen wurden jedoch abgewiesen.

### Police Inspectorund zunehmende Prominenz (1959–1963)
In den späten 1950er Jahren entstand in der Center City eine Bohème, die allerdings im Vergleich zu der in San Francisco, New York City oder Boston angepasster und ruhiger war. Dennoch betrachtete Rizzo diese Szene mit großer Antipathie. Als Schulabbrecher und hart arbeitender Polizist störte er sich an deren obsessiver Bücherliebe und dem Hang zum Müßiggang. Nachdem sich Anwohner bei ihm über die gleichfalls aufkommende offene Homosexuellenszene beschwert hatten, stürmte am 12. Februar 1959 eine Gruppe unter Führung Rizzos die Schwulenbar Humoresque und setzte ihren Besitzer Melvin Haifetz sowie 24 Gäste für eine Nacht unter Arrest. Haifetz reichte daraufhin eine Klage wegen Bedrohung und Beleidigung ein, in der er 25.000 US-Dollar (2025: ca. 270.000 US-Dollar) von Rizzo forderte. Die Mehrheit der Anwohner und Zeitungen unterstützten Rizzo. So wurde in der Nachbarschaft des Humoresque von den Anliegern eine Pro-Rizzo-Kundgebung organisiert. Noch bevor das zuständige Bundesbezirksgericht die Klage von Haifetz abwies, versetzte Gibbons Rizzo am 20. März 1959 in ein neues Polizeirevier im prosperierenden Northeast Philadelphia und beförderte ihn gleichzeitig zum Police Inspector. Diese Episode führte dazu, dass Rizzo für viele Polizisten zu einem Idol wurde.

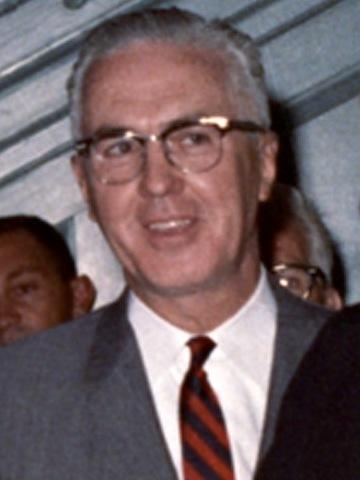
Bürgermeister James Hugh Joseph Tate (1962)

Im Jahr 1959 wurde Dilworth mit großem Vorsprung als Bürgermeister wiedergewählt. Er strebte als Nächstes das Amt des Gouverneurs von Pennsylvania an, weshalb er sehr darum bemüht war, das hauptsächlich aus Weißen bestehende demokratische Parteiestablishment nicht zu verärgern. Aus diesem Grund förderte er in den folgenden Jahren den populären Rizzo, wo er nur konnte. Als dieser zu erkennen gab, in Northeast Philadelphia nicht ausgelastet zu sein, wurde er nach West Philadelphia versetzt, wo sich die afroamerikanische Bevölkerungsmehrheit unmittelbar nach Rizzos Dienstantritt über seine Polizeiarbeit beschwerte. Im August 1960 wurde er auf Drängen des Kongressabgeordneten William A. Barrett und seinem Finanzier Palumbo nach Center City beordert. Hier schloss er ein Abkommen mit Bruno, der inzwischen Boss der Philadelphia Crime Family war. Während Bruno Gewaltverbrechen stoppte und keinen Drogenhandel betrieb, ließ Rizzo diesen bei seinen Geschäften mit illegalem Glücksspiel und im Kredithaiwesen in Ruhe. Im Februar 1962 wurde James Hugh Joseph Tate Bürgermeister, während Dilworth als Gouverneur kandidierte.
Obwohl Tate Demokrat war, bedeutete seine Wahl im Vergleich zu den reformorientierten Vorgängern Clark und Dilworth einen Politikwechsel. Seine Basis bildeten die Gewerkschaften und Arbeiter (Blue Collars), weniger das liberale Bürgertum. Seine Vorgänger hatten versucht, die seit der Great Migration („Große Wanderung“) ausgeprägte „Rassen“-Segregation Philadelphias, die landesweit eine der höchsten war, durch die visionäre Stadtplanung Edmund Bacons aufzubrechen. Häufig wurde jedoch das Gegenteil davon erreicht. So war insbesondere Northeast Philadelphia erschlossen worden und hatte sich zu einem Wohnsitz der gehobenen weißen Arbeiterklasse entwickelt, die sich gegen den Zuzug von Afroamerikanern wehrte. Die Schwarzen andererseits waren besonders häufig vom Abriss von Slums betroffen. Northeast Philadelphia wurde zu einer späteren Hochburg von Rizzo. Tate beendete weitere Reformversuche und zementierte damit die „Rassen“-Segregation der Stadt.
Tate gab die Order, verstärkt gegen die Kriminalität in Downtown vorzugehen, wobei sich Rizzo erfolgreich auf das Rotlichtmilieu konzentrierte. Im Juni 1962 sagte Rizzo in Washington, D.C. vor dem Permanent Subcommittee on Investigations aus; einem Unterausschuss des United States Senate Committee on Homeland Security and Governmental Affairs. Er war der einzige, nicht im Range eines Police Commissioner stehende Polizist, der als Experte für die Bekämpfung des organisierten Verbrechens geladen wurde. Rizzo erlangte jetzt nationale Bekanntheit und sagte gegenüber dem Ausschussvorsitzenden John Little McClellan aus, dass die Gerichtsbarkeit und die American Civil Liberties Union zu nachsichtig gegenüber Verbrechen seien.

### Stellvertretender Polizeichef (1963–1967)

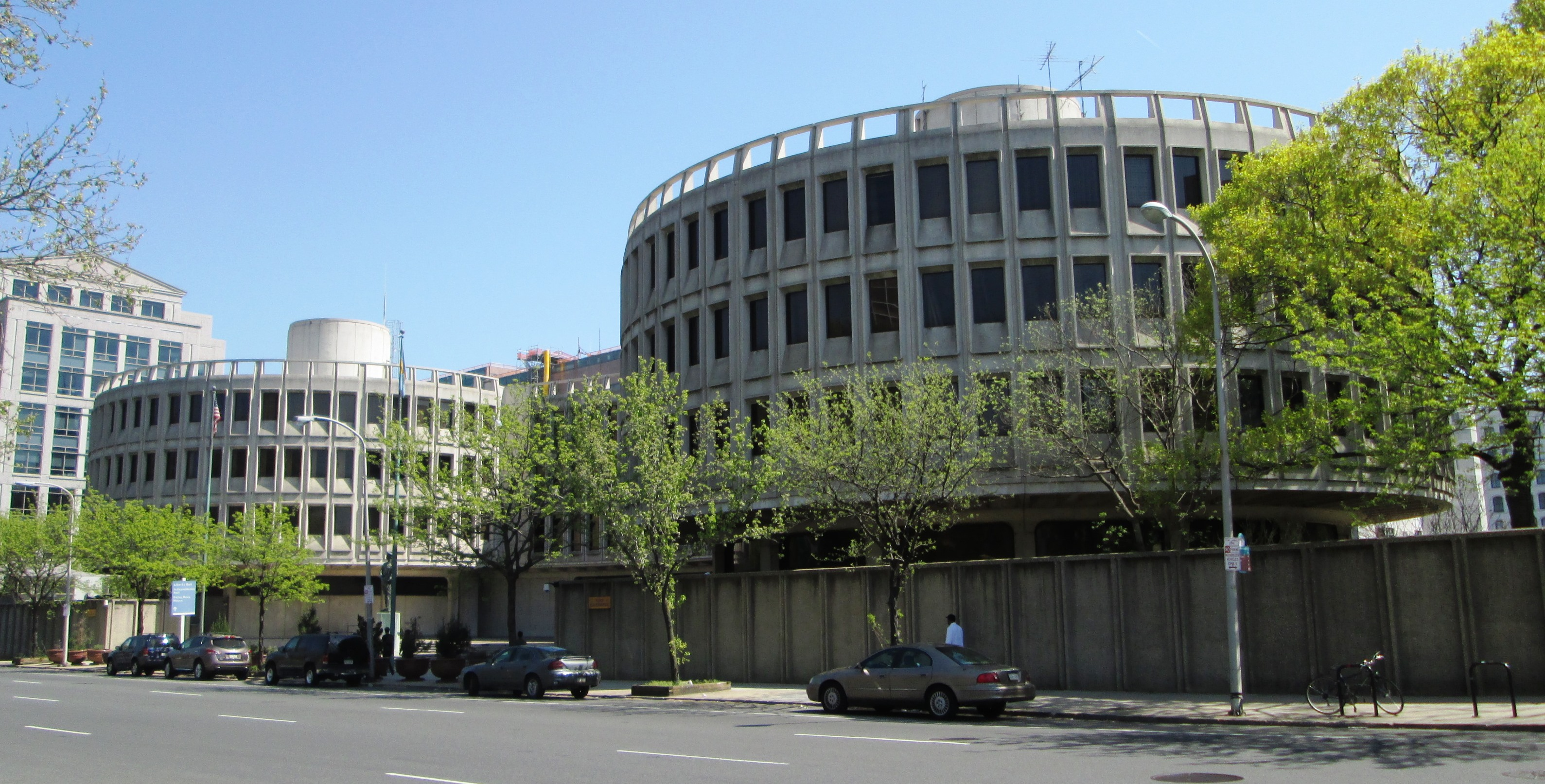
Das 1960 fertiggestellte Polizeipräsidium Philadelphias ist auch als The Roundhouse („Der Ringlokschuppen“) bekannt.

Als die Demokraten sich wegen interner Streitigkeiten in einer Krise befanden und der Internal Revenue Service Korruption in der Polizei Philadelphias aufdeckte, ernannte Tate im Herbst 1963 vier neue stellvertretende Polizeichefs (Deputy Police Commissioner), darunter Rizzo, der so das Kommando über 6000 Polizisten erhielt. Der Vorsitzende der National Association for the Advancement of Colored People (NAACP), Cecil B. Moore, kritisierte diese Ernennung scharf und warf als erster Rizzo öffentlich Rassismus vor. Er war als Anwalt mit Rizzo schon zehn Jahre zuvor aneinandergeraten, als dieser Revierleiter in West Philadelphia gewesen war. Moore bemängelte, dass Rizzo als Schulabbrecher die Bildungsvoraussetzungen für dieses Amt fehlten, und beschuldigte ihn, ohne dafür Beweise vorlegen zu können, gegen afroamerikanische Geschäftsinhaber „SA-Taktiken“ angewandt zu haben. Trotz dieser Kritik an seiner Personalentscheidung gewann Tate die Bürgermeisterwahl im November 1963.
Vom 28. bis 30. August 1964 entbrannten in North Philadelphia auf der Columbia Avenue „Rassenunruhen“ (Columbia Avenue Riots). Entgegen dem Drängen Rizzos, der mit Gewalt gegen die plündernde und teilweise bewaffnete afroamerikanische Menge vorgehen wollte, befahl Polizeichef Howard Leary eine defensive Polizeitaktik. Zur Untätigkeit verdammt, musste Rizzo vor Ort beobachten, wie nahezu ein komplettes Viertel zerstört wurde. Am Ende waren zwei Tote und 309 Verletzte zu beklagen und über 600 geplünderte Geschäfte, viele davon in jüdischem Besitz. Dieses landesweit im Fernsehen übertragene Ereignis bildete einen prägenden Moment der Stadtgeschichte und in der Beziehung zwischen Weißen und Afroamerikanern in Philadelphia. Die Columbia Avenue Riots waren Teil einer ganzen Serie derartiger Unruhen in den amerikanischen Großstädten der 1960er Jahre, die einerseits bei der weißen Stadtbevölkerung den Ruf nach Law-and-Order-Politik verstärkte, während sie andererseits bei den Afroamerikanern den Kampf um volle Bürgerrechte radikalisierte.

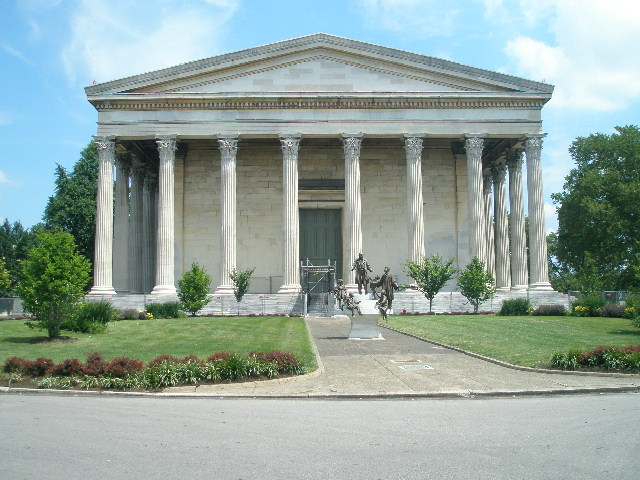
Founder’s Hall auf dem Gelände des Girard College (2007)

Im nächsten Jahr führte Moore ab dem 1. Mai täglich Demonstrationen gegen das Girard College in Philadelphia an, auf dem nur weiße Schüler zugelassen waren. Als am 24. Juni 1965 Demonstranten versuchten, den Campus zu stürmen, gab Rizzo einigen Polizeikräften Order, mit ihren Motorrädern in die Menge zu fahren. Drei Wochen später wurde Rizzo vor Ort von Demonstranten angegriffen und zu Boden geworfen, wobei er sich an der Hand verletzte. Trotzdem blieb er öffentlichkeitswirksam am Ort des Geschehens, wie die Fernsehnachrichten zeigten. Zu dieser Zeit war Rizzo landesweit der Polizist, der den größten Einfluss auf das Image und die Politik einer Großstadt hatte. In Philadelphia festigte dieses Vorgehen gegen die afroamerikanischen Demonstranten Rizzos hohes Ansehen beim Großteil der weißen Arbeiter. Im Februar 1966 wechselte Leary als Polizeichef nach New York City. Nachfolger wurde Edward J. Bell, ein enger Freund des Bürgermeisters, jedoch war allen klar, dass danach Rizzo an der Reihe war. Im August 1966 vertrat er den Polizeichef und ging in dieser Zeit gegen das örtliche Student Nonviolent Coordinating Committee (SNCC) vor, als er die Information erhielt, dass Mitglieder dieser schwarzen Bürgerrechtsbewegung Waffenlager einrichteten. Eine Razzia in vier Häusern am 12. August verlief bis auf den Fund von wenigen Stangen Dynamit erfolglos. Es kam zu einigen Verhaftungen, aber am Ende nur zu einer Verurteilung mit Bewährungsstrafe. Der Vorsitzende des SNCC, Stokely Carmichael, griff Rizzo nach dieser Aktion als Rassisten an.

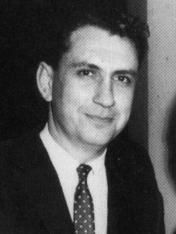
Bezirksstaatsanwalt Arlen Specter (1960er Jahre)

Noch im November 1965 war Arlen Specter zum neuen Bezirksstaatsanwalt gewählt worden, der erste republikanische Erfolg bei Stadtwahlen seit 1953. Zu diesem Sieg hatte unter starker Betonung von Law-and-Order-Themen ein TV-Wahlkampf geführt, den es in dieser Form vorher noch nicht gegeben hatte. Außerdem sank die Popularität der demokratischen Reformer um Präsident Lyndon B. Johnson angesichts von „Rassenunruhen“, Vietnamprotest und 68er-Bewegung insgesamt, so dass der Demokrat Tate um seine Wiederwahl im November 1967 fürchten musste. Insbesondere bei weißen Wählergruppen, wie den Italoamerikanern South Philadelphias, wo Rizzo besonders populär war, und später Richard Nixon, wuchs die Distanz zur Regierung Johnsons. Auf Anraten des einflussreichen Kongressabgeordneten Barretts erklärte Tate daher am 16. Mai 1967 während der Primaries, dass Polizeipräsident Bell krankheitsbedingt sein Amt an Rizzo abgeben müsse. Der Bürgermeister räumte Rizzo ausdrücklich freie Hand in der Polizeiarbeit ein. Im Gegenzug streifte Rizzo die republikanische Familientradition ab und registrierte sich als Demokrat.

### Polizeipräsident (1967–1972)
Nach einer Welle von „Rassenunruhen“ im Sommer 1967, darunter diejenigen von Detroit, wuchs in Philadelphia die Sorge vor einem derartigen Ereignis in der Stadt, weshalb am 17. August ein Versammlungsverbot erlassen wurde. Rizzo setzte die Maßnahme mit aller Härte durch und es kam zu mehreren hundert Festnahmen. An vielen Orten, an denen sich Widerstand regte oder Unruhe ausbreitete, tauchte Rizzo an vorderster Front mit Polizisten und einem filmenden Kamerateam des Lokalfernsehens sowie dem Schlagstock in der Hand auf. Rizzo wurde enorm populär und erreichte Spitzenwerte in den Umfragen. Im Falle seiner Wiederwahl versprach der Bürgermeister, weiter mit Rizzo als Polizeichef zu arbeiten, während sein Gegner Specter keine derartige Zusage machte. Am Ende gewann Tate die Wahl sehr knapp, aber als der eigentliche Gewinner wurde Rizzo angesehen.
Am 17. November 1967 marschierten 3000 afroamerikanische Schüler auf die städtische Schulbehörde zu und forderten die Einführung von Black studies in den Unterrichtsplan sowie eine neue Kleidungsordnung an den High Schools. Ob und inwieweit eine vorherige Provokation erfolgte, bleibt unklar, jedenfalls befahl Rizzo vor Ort die Bildung eines Polizeikessels und den Einsatz von Schlagstöcken, wobei es zu mehreren Verletzten kam. Das Bild der auf unbewaffnete jugendliche Demonstranten einschlagenden Polizisten brannte sich in das Gedächtnis der schwarzen Gemeinde Philadelphias ein und spaltete die gesamte Stadt; immer mehr Stimmen forderten Rizzos Ablösung. Tate sah nun die passende Gelegenheit, den ihm lästigen Rizzo loszuwerden, doch sein Stellvertreter, Charles W. Bowser, überzeugte ihn, am Polizeipräsidenten festzuhalten. Am 20. Dezember 1967 gab Tate bekannt, Rizzo auch für diese Amtszeit zum Polizeichef zu ernennen.

#### Civil Defense Squadund Bekämpfung der 68er-Bewegung
Als Polizeipräsident verfolgte er, wie von Tate gewünscht, eine restriktive Sicherheitspolitik. Rizzo forderte und erwies seinen Untergebenen gegenüber stetige Loyalität. Posten in seiner unmittelbaren Umgebung besetzte er vorzugsweise mit Personen mit militärischer Vergangenheit, was ihm den Spitznamen The General einbrachte. Die schon bestehende Kooperation mit dem FBI verstärkte Rizzo weiter, der ein großer Verehrer von J. Edgar Hoover war. Von seinem liberalen Vorgänger Leary war 1964 die Civil Defense Squad (CD) gegründet worden, deren Hauptauftrag die Informationsgewinnung im Vorfeld von Demonstrationen und die deeskalierende Kommunikation mit Aktivisten war. Das erste Ziel der CD unter Rizzo war das Revolutionary Action Movement (RAM), eine maoistische Gruppe der Black-Power-Bewegung. Sie wurde über ein Jahr lang infiltriert, bevor im November 1968 bei einer Razzia ein kleines Waffenlager entdeckt wurde. Zwar kam es in der Folge zu keiner Verurteilung eines RAM-Mitglieds, aber die Gruppe war danach nicht mehr in Philadelphia aktiv.
Laut dem Anwalt und Bürgerrechtler Frank Donner wandelte Rizzo die CD in ein aggressives Instrument zur Unterdrückung der schwarzen Bürgerrechts- und studentischen Protestbewegung um, so dass es in der Folge immer häufiger zu Polizeigewalt gegen Demonstranten kam. Die CD überwachte zudem Angehörige der New Left, wie zum Beispiel Mitarbeiter der Philadelphia Free Press, die das Sprachrohr der Bewegung in Philadelphia war und Rizzo scharf kritisierte. Angehörige der CD bezogen demonstrativ Quartier in der unmittelbaren Nachbarschaft der Zeitungs-Mitarbeiter, brachen in deren Wohnungen und Autos ein, beschlagnahmten „subversive Bücher“, bedrohten sie mit Schusswaffen oder versuchten, sie mit gewaltsamen Übergriffen und vorläufigen Festnahmen einzuschüchtern. Rizzo ließ dem befreundeten Journalisten Albert V. Gaudiosi vom Philadelphia Bulletin CD-Informationen zukommen, die dieser in einer den Charakter einer Werbekampagne für den Polizeipräsidenten tragenden Artikelserie gegen die Free Press verwendete.
Ein weiteres Ziel der CD war die Schulbehörde, die ab Dezember 1967 Konferenzen von Schülern, Direktoren und Sozialwissenschaftlern durchführte, um die rassischen Spannungen nach der Demonstration vom 17. November zu befrieden. Rizzo ließ den abgelegenen Konferenzort in Chestnut Hill vom CD überwachen, die Teilnehmer identifizieren und Dossiers über sie anfertigen. Als er 1972 Bürgermeister wurde, entließ er den landesweit bekannten Schulinspektor Mark Shedd, weil er ihn als einen nachgiebigen Progressiven verachtete. In den Jahren 1968–1969 setzte Rizzo die CD außerdem gegen die National Caucus of Labor Committees (NCLC) ein, einen Ableger der die Studentenproteste im Wesentlichen organisierenden Students for a Democratic Society (SDS). Dem NCLC wurde unter anderem vorgeworfen, die Sprengung einer Schule geplant zu haben. Es kam in dieser Sache zu Verhaftungen, aber die Verfahren wurden nach vier Jahren ergebnislos eingestellt.

#### Rizzo the Raider
Während des Präsidentschaftswahlkampfs im Jahr 1968 besuchte Nixon Philadelphia und traf dort, den demokratischen Bürgermeister ignorierend, am 17. Juli Rizzo, dessen Polizeiarbeit er öffentlich in den höchsten Tönen lobte. Er sah in Rizzo einen natürlichen Verbündeten mit einem guten Gespür für die jeweiligen Wählerstimmungen in unterschiedlichen Races und Gesellschaftsschichten. Daher versuchte er, ihn zu einer Bürgermeisterkandidatur für die Republikaner zu überreden. Selbst als Polizeipräsident führte Rizzo weiterhin mehrere Razzien gegen Homosexuelle und Bars an, in denen er Drogenhandel vermutete. Dies brachte ihm den Spitznamen Rizzo the Raider („Rizzo der Angreifer“) ein. Besonders bekannt wurde seine Auseinandersetzung mit dem Electric Factory Coffee House, das im Februar 1968 eröffnet worden und ein Treffpunkt von Hippies, Rockern und Studenten war.
Für den 5. September 1970 rief die Black Panther Party zu einem „revolutionären Volkskonvent“ in der Temple University Philadelphia auf. Nach dem Tod zweier Mitglieder im Dezember des Vorjahres hatte sie der Polizei landesweit den Krieg erklärt. Als es am 29. und 30. August zu mehreren, teilweise tödlichen Übergriffen auf Polizisten kam, nahm Rizzo dies zum Anlass, mit aller Härte gegen die Black Panthers vorzugehen. Am 31. August 1970 ließ Rizzo zeitgleich in drei Büros der Partei in Germantown und North Philadelphia Razzien durchführen und auf fragwürdiger Rechtsgrundlage räumen. Dabei wurden die vor Ort angetroffenen Black Panthers dazu gezwungen, sich im Freien nackt auszuziehen, damit die Polizisten ihre Kleidung durchsuchen konnten. Wenige Tage später wurden sie alle wieder freigelassen. Die Philadelphia Daily News veröffentlichte ein Foto dieser Szene als Titelbild, das auf Associated Press weltweit Bekanntheit erlangte und Kritik an den Polizeimethoden Rizzos auslöste. Dieses Bild überschattete sein politisches Image bis zum Ende seiner Karriere.
Von mehreren Rückschlägen vor Gericht, die elf seiner Razzien betrafen, zeigte sich Rizzo unbeeindruckt – ihm ging es um seine öffentliche Wirkung als „Retter“. Er pflegte insgesamt einen geschickten Umgang mit der Öffentlichkeit, indem er nach seinen Razzien mit markigen Worten auf Pressekonferenzen aussagekräftige Fotos präsentierte und die Reporter mit Gefälligkeiten für sich einnahm. Bis 1970 hatte sich Rizzo so national den Ruf als bester Mann im Kampf gegen das Verbrechen erworben. Dass er als Bürgermeister zu kandidieren beabsichtigte, war ein offenes Geheimnis. Trotz des historischen Stimmungstiefs der Demokraten nach der verlorenen Präsidentschaftswahl 1968 gegen Nixon war Rizzo bei den weißen Arbeitern der Stadt populär. Dadurch konnte Barrett den zögernden Bürgermeister überzeugen, Rizzo die Unterstützung bei den nächsten Bürgermeisterwahlen anzubieten, bevor Nixon dies tat. Für Tate selbst schloss die Stadtverordnung eine dritte Amtszeit im Rathaus aus. Der Parteiführer der Republikaner bezeugte erst zu spät Interesse an Rizzo, so dass dieser Anfang Januar 1971 den Demokraten zusagte.

### Bürgermeisterwahlen von 1971

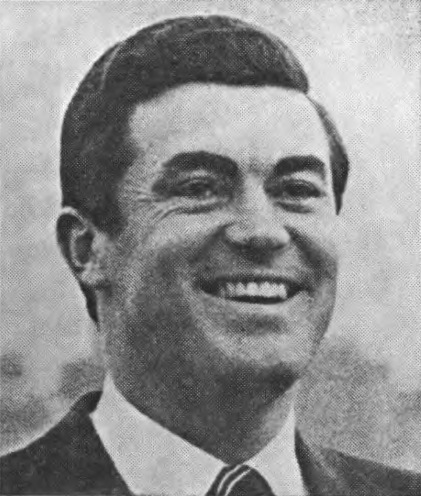
William J. Green (1973)

Am 2. Februar 1971 trat Rizzo als Polizeipräsident zurück, um für das Bürgermeisteramt kandidieren zu können. Damit war er der erste Polizist der USA, der sich in einer Metropole um dieses Amt bewarb. Der ungern in der Öffentlichkeit sprechende und vertrauliche Treffen mit Pressevertretern bevorzugende Rizzo wurde von Gaudiosi als Wahlkampfmanager unterstützt. In der Primary waren der Afroamerikaner Hardy Williams und der Reformer William J. Green seine Konkurrenten. Williams war zwar der erste Schwarze Philadelphias, der mit einer bedeutsamen Anhängerschaft und vor dem Hintergrund eines erheblich gestiegenen afroamerikanischen Bevölkerungsanteils in die Vorwahlen eintrat, aber er hatte keine realistischen Erfolgsaussichten. Rizzo profitierte von dieser Kandidatur, da Williams möglicherweise Green Stimmen abnehmen konnte, der als Favorit des liberalen Parteiflügels und von Gouverneur Milton Shapp antrat. Green rechnete als katholischer Irischamerikaner mit Rückhalt aus dieser ethnischen Gruppe in der Arbeiterschicht. Andererseits war in Philadelphia, das seit 1950 7 % seiner Bevölkerung verloren hatte – viel davon im Rahmen der Suburbanisierung an das benachbarte Umland –, wie in anderen Großstädten der Nation eine Stimmung des Niedergangs vorherrschend. In Philadelphia wurde dafür vor allem das das Rathaus kontrollierende demokratische Parteiestablishment verantwortlich gemacht, was Green schadete.
Obwohl Rizzo im Wahlkampf einige Fehler unterliefen, indem er sich für die Legalisierung des Glücksspiels aussprach und die Presse mied, führte er konstant in den Umfragen. Seine liberalen Parteigegner gerieten in Panik, so dass sie ihm schließlich persönliche Verbindungen zum Mafiaboss Bruno vorwarfen, ohne Rizzo dadurch entscheidend schaden zu können. Die Demokraten verzeichneten im Vorwahlprozess eine Rekordsumme neu registrierter Wähler, darunter über 17.000 ehemalige Republikaner. Am Ende gewann Rizzo die Primary mit knapp 50 %. Insgesamt zeigte sich hier erstmals das später bekannt gewordene Rizzo-Phänomen: Seine Popularität resultierte nicht aus politischen Positionen, sondern aufgrund der Persönlichkeitswirkung als Mann von der Straße, Polizist und international bekannte Autorität in der Verbrechensbekämpfung und einem dafür besonders empfänglichen Zeitgeist.
Zur Bürgermeisterwahl im November 1971 trat er mit dem Slogan Rizzo means business gegen den gemäßigt liberalen, kaum bekannten Kandidaten der Republikaner, W. Thatcher Longstreth, an. Rizzo thematisierte fast ausschließlich Verbrechensbekämpfung als Botschaft. Seine Wahlkampfauftritte in Philadelphia fanden ausschließlich in Wohngebieten der weißen Arbeiterklasse statt. Obgleich er im Oktober in drei Debatten mit Longstreth laut Paolantonio teilweise schlecht vorbereitet und übermäßig aggressiv gewirkt hatte, setzte er sich am Ende mit einem Vorsprung von annähernd 50.000 Stimmen durch, wobei er nur 35 von 66 Wahlbezirken gewann und bei den afroamerikanischen Wählern klar gegen Longstreth unterlag. Zu Rizzos Wahlerfolg trug eine hohe Zustimmung bei weißen Wählern bei, die seine harten Polizeieinsätze in der Vergangenheit befürworteten. Hinzu kam, dass in Philadelphia 200.000 mehr Demokraten als Republikaner als Wähler registriert waren. Innerhalb der demokratischen Partei hatten sich profilierte Politiker wie Ramsey Clark und Eugene McCarthy gegen ihn und für seinen republikanischen Konkurrenten Longstreth ausgesprochen.

### Bürgermeister (1972–1980)

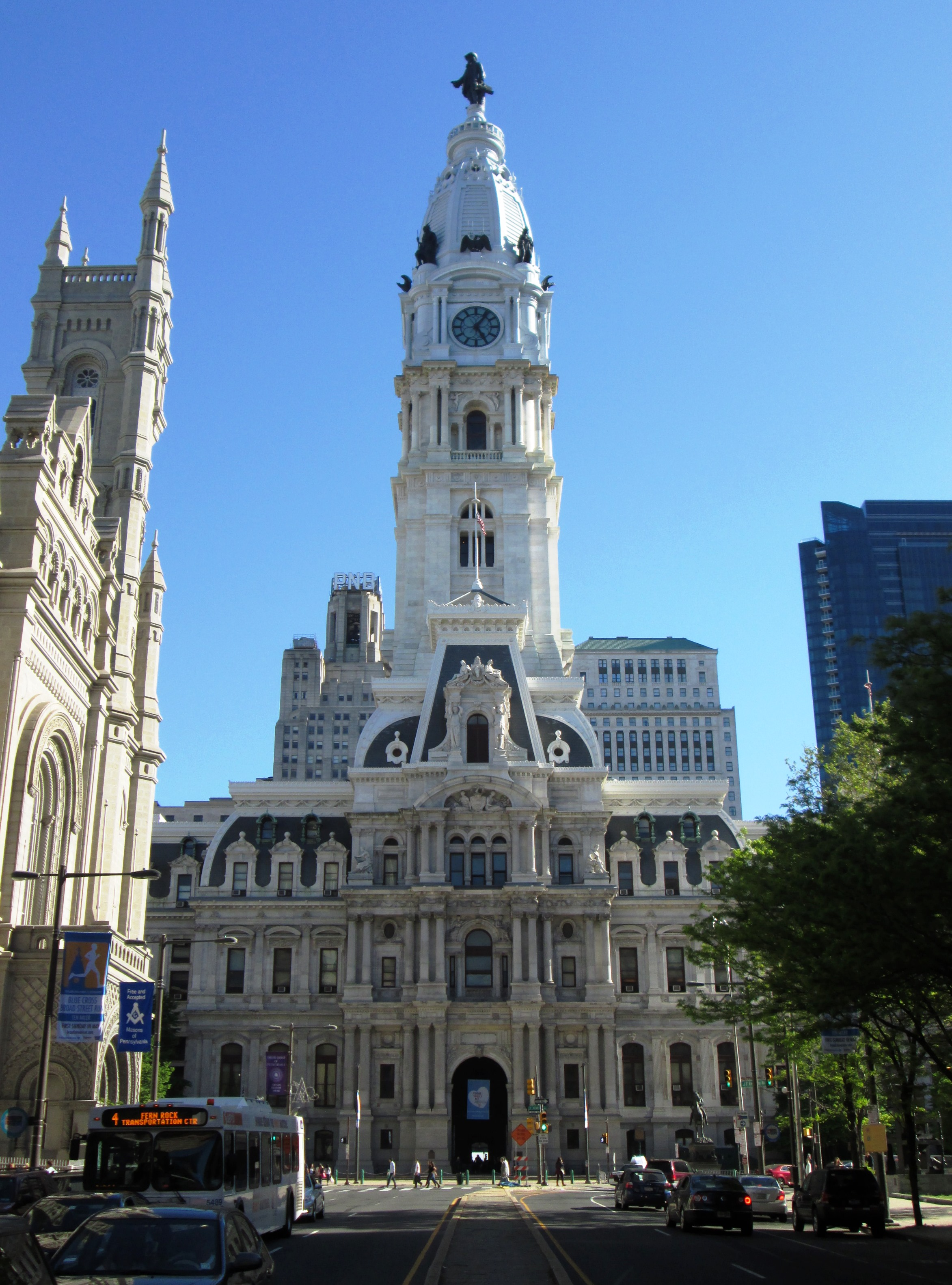
Nordfassade des Rathauses von Philadelphia (2013)

#### Erste Amtszeit
Die erste Krise, mit der er als Bürgermeister konfrontiert wurde, betraf die Polizei Philadelphias. Kent Pollock hatte für den Inquirer, der 1969 von Rizzos Freund Walter Annenberg verkauft worden war, über weit verbreitete Korruption in deren Reihen berichtet. Rizzo veröffentlichte zur Schadensbegrenzung eine Liste vergangener Korruptionsfälle und ihrer Sanktionen. Der Vorwurf erschütterte Rizzos bis dahin enges Verhältnis zur lokalen Presse, von der er viele Journalisten, insbesondere vom Philadelphia Bulletin, in den Mitarbeiterstab als Bürgermeister übernommen hatte. Unter den neuen Eigentümern des Inquirer kam es zu einer Neuausrichtung der Zeitung, die sich deutlich von Rizzo distanzierte und präziser sowie kritischer über ihn berichtete. So hatte der Inquirer während der Bürgermeisterwahl Partei für Longstreth ergriffen. Insgesamt führte der Weggang des konservativen Annenberg zu einem langsamen, aber stetigen Linksruck der Presselandschaft Philadelphias. Noch während des Wahlkampfs hatte eine Anhörung der United States Commission on Civil Rights (deutsch: „Regierungskommission für Bürgerrechte“) auf Bundesstaatsebene 41 Zeugen Raum gegeben, schwere Vorwürfe gegen die Polizei Philadelphias wegen Brutalität und Missachtung von Bürgerrechten zu erheben. Rizzo tat dies als eine Verschwörung ab, um Kontrolle über die Polizei zu bekommen. Am Ende empfahl das Komitee dem United States Attorney eine Anklage gegen die Polizei Philadelphias, was aber durch das Weiße Haus gestoppt wurde.
Die Ämtervergabe traf Rizzo vor allem auf Grundlage persönlicher Beziehungen und stellte sicher, dass Familie und Freunde berücksichtigt wurden. Den wichtigsten Berater Martin Weinberg ernannte er zum Rechtsvertreter der Stadt und Gaudiosi verschaffte er einen Sitz in der städtischen Kommission zur Organisation der Feiern zum 200. Unabhängigkeitstag der Vereinigten Staaten. Seinen jüngeren Bruder Joseph Rizzo beförderte er vom Bataillonschef zum Feuerwehrpräsidenten. Er nutzte seine Macht als Bürgermeister aus, um insbesondere gegen kritische Journalisten lokaler Medien vorzugehen und konnte mitunter deren Entlassung erreichen. Um die Jahresmitte 1972 ordnete Rizzo die Bildung einer speziellen Sondereinheit der Polizei an. Diese sollte ursprünglich für Specter in Sachen städtischer Korruption Informationen gewinnen, wurde aber vom Bürgermeister für seine persönlichen Interessen zweckentfremdet. Er ließ politische Gegner, Mitglieder der Bürgerrechts- und 68er-Bewegung bis hin zu streikenden Lehrern und dem Erzbischof John Joseph Krol überwachen. Diese Sondereinheit fertigte sogar über den Bezirksstaatsanwalt ein Dossier an. Im Rathaus war er schnell von der mühseligen Bürokratie und der Schwere der Probleme überwältigt, denen die Stadt gegenüberstand. Sein erster städtischer Haushaltsplan wies ein Budgetdefizit von 100 Millionen US-Dollar (2025: ca. 750 Mio. US-Dollar) auf, weshalb er Nixon um Hilfe bat.

#### Zusammenarbeit mit Nixon

Rizzo führt Nixon durch die Independence Hall

Rizzo war für Nixon bei der Auswahl der Kernthemen für seinen Präsidentschaftswahlkampf 1972 ein Vorbild. Der Präsident erkannte, dass die weiße Arbeiterklasse und ethnische Katholiken wie Italo- und Irischamerikaner durch ihre zunehmende Stadtflucht den Demokraten als urbane Stammwählerschaft verloren gingen, und suchte deshalb die Nähe zu Rizzo, der gerade bei diesen Wählergruppen mit seinen Law-and-Order-Themen populär war. John Ehrlichman und Harry Robbins Haldeman sowie Nixon selbst telefonierten ab Januar 1972 wöchentlich mit dem Bürgermeister von Philadelphia, der im April bekannt gab, dass er nicht den Präsidentschaftskandidaten der Demokraten, George McGovern, unterstützen werde. Bis Juni hatte sich Rizzo zu einem wichtigen Berater für den Wahlkampf Nixons entwickelt und erhielt im Gegenzug beispielsweise Bundesmittel für die Einstellung von mehr Polizisten.
Obwohl der Präsident und sein Beraterstab sich in der heißen Wahlkampfphase befanden und mit der aufkommenden Watergate-Affäre zu tun hatten, revanchierte er sich bei Rizzo und unterzeichnete am 20. Oktober in der Independence Hall in Philadelphia den State and Local Fiscal Assistance Act. Dieses Gesetz gewährte den mit der Suburbanisierung kämpfenden Großstädten Subventionen, wobei Philadelphia überproportional begünstigt wurde. Für Nixon lohnte sich die Allianz mit Rizzo, da er am 7. November 1972 bei seinem Erdrutschsieg Pennsylvania gewann und in South Philadelphia fast doppelt so viele Stimmen erhielt wie McGovern. Kurz nach diesem Erfolg war der Präsident so stark mit der Watergate-Affäre beschäftigt, dass der Kontakt zu Rizzo einschlief und Philadelphia seinen privilegierten Status im Weißen Haus verlor. So wurden die Pläne einer Weltausstellung in Philadelphia anlässlich des 200. Unabhängigkeitstags nicht weiter verfolgt. Trotzdem stellten insbesondere Bauprojekte die größten Erfolge von Rizzos erster Amtsperiode dar. In dieser Zeit wurde der Philadelphia International Airport renoviert und erweitert und Grundsteine für vier Museen gelegt, darunter das National Museum of American Jewish History und das African American Museum.

#### „Frank Rizzos Spionage-Truppe“
Ende 1972 deckte die Philadelphia Daily News auf, dass Rizzo durch Vermittlung seines Freunds Alvin Pearlman ein Grundstück für ein Fünftel des Marktwerts gekauft hatte. Der Verkäufer hatte es zuvor der Stadt als Erweiterung für den Fairmount Park angeboten, was aus Kostengründen abgelehnt wurde. Rizzo geriet noch weiter unter Druck, als die Zeitung recherchierte, dass ihm Pearlman für den Hausbau in Roxborough nur etwas mehr als ein Viertel des marktüblichen Preises berechnen wollte. Kurz vor Weihnachten informierten Dilworth und Tate den Inquirer darüber, dass sie Rizzo im Verdacht hatten, ihre Telefonleitungen überwachen zu lassen. Zu dieser Zeit verlor er die Unterstützung durch Peter J. Camiel, den Parteiführer der Demokraten in Philadelphia, der in Rizzos Unterstützung für Nixon einen Verrat an der Partei sah. Als Rizzos Popularität wegen der Affäre um den Grundstückskauf und wegen des aktuellen Lehrerstreiks sank, hielt Camiel den richtigen Zeitpunkt für gekommen, um anlässlich der Primaries für die Wahlen zum Bezirksstaatsanwalt und dem städtischen Rechnungsprüfer auf Konfliktkurs mit dem Bürgermeister zu gehen. Zudem waren mit Specter und Tom Gola beide Amtsinhaber Republikaner.
Der wichtigste Verbündete von Camiel im Rathaus war der Vorsitzende des Stadtrats George X. Schwartz, der an der Spitze eines breit gefächerten Systems von Ämterpatronage stand. Am 27. Februar zeigte Rizzo im Beisein des Vizebürgermeisters Philip R. T. Carroll Camiel eine Liste mit städtischen Mitarbeitern und Projekten, über die Schwartz Kontrolle suchte. Dennoch unternahm er erst nichts, als Camiel im April 1973 mit F. Emmett Fitzpatrick einen aussichtsreichen Kandidaten gegen Specter in die Primaries schickte, da er selbst wegen einer zweiten Welle von Presseberichten über die Baukosten des Hauses in Roxborough so sehr unter Druck stand, dass er Mitte Mai vom Kauf zurücktrat. Außerdem strebte Rizzo an, im nächsten Jahr zum Gouverneur von Pennsylvania gewählt zu werden, wofür er die Unterstützung der Partei benötigte. Um dennoch Specters Wiederwahl gegen Fitzpatrick zu sichern, ordnete er die Ausweitung der Telefonüberwachung von Camiel an. Dieser wusste davon und informierte die Presse, so dass am 5. August sowohl Bulletin als auch Inquirer „Frank Rizzos Spionage-Truppe“ als Titelgeschichte brachten.
Einige Tage später warf er Rizzo vor, dass er ihm am 27. Februar die Liste gezeigt habe, um ihn zu bestechen: Für den Verzicht auf die Kandidatur Fitzpatricks habe er ihm die Ämterpatronage über ein städtisches Bauprojekt seiner Wahl angeboten. Rizzo und Carroll stritten diesen Vorwurf kategorisch ab. Die Philadelphia Daily News forderte alle drei Beteiligten zu einem Lügendetektortest heraus, dem sie sich am 13. August unterzogen. Als Rizzo bei sechs von neun Fragen in diesem Test scheiterte, während Camiel bei allen bestand, titelte die Zeitung am nächsten Tag Rizzo lies, Tests Show (deutsch: „Test zeigt: Rizzo lügt“). Dieses Titelbild wurde zu einem der berühmtesten in der Pressegeschichte Philadelphias und verfolgte Rizzo für den Rest seiner Karriere. Seine Wahlchancen als Gouverneur waren durch diese Affäre stark gesunken. Weinberg hatte ihm ohnehin von einer Kandidatur abgeraten, weil er als Gouverneur im beschaulichen Harrisburg residieren müsste und die volksnahe Tätigkeit eines Bürgermeisters vermissen würde.
Auf dem Höhepunkt des Jom-Kippur-Kriegs schlug Rizzo Anfang Oktober 1973 vor, dass Philadelphia zur Unterstützung Israels Staatsanleihen in Höhe von einer Million US-Dollar kaufen sollte. Zum einen sah er in Israel einen Verbündeten der Vereinigten Staaten, zum anderen ging es ihm darum, seinen nach der Lügendetektor-Affäre ramponierten Ruf wieder aufzubessern. Am 1. November stimmte der Stadtrat Rizzos Vorschlag zu und autorisierte den Kauf. Im Wahlkampf um die Besetzung der Ämter brach Rizzo in den letzten Wochen sein Schweigen und griff vier Richter als zu milde im Umgang mit Kriminellen an. Von diesen Richtern waren zwei Frauen und zwei Afroamerikaner. Specter verlor zwar letztendlich gegen Fitzpatrick, konnte aber mit seinen letzten Amtshandlungen dafür Sorge tragen, dass Rizzo für die Aktionen seiner „Spionage-Truppe“ vor einem großen Geschworenengericht am 5. Januar 1974 mit einem milden Tadel davonkam.

#### Untersuchungsbericht derPennsylvania Crime Commission
Im März 1974 gab die Pennsylvania Crime Commission, ein Ausschuss der State Legislature, ihren Untersuchungsbericht zur Polizeibehörde von Philadelphia bekannt. Dieser konstatierte, dass die Polizei über alle Ränge und Bezirke hinweg an systematischer Korruption litt, und führte für über 400 Polizisten konkretes Fehlverhalten an. Der Bericht traf Rizzo als früheren Polizeipräsidenten und amtierenden Bürgermeister zu einem ungünstigen, von Shapp festgelegten Zeitpunkt, da die Primary für die Gouverneurswahl in zwei Monaten anstand. Ein Wechsel zu den Republikanern war keine Option, weil sie sich aufgrund der Watergate-Affäre in einem historischen Stimmungstief befanden. Auf einer Pressekonferenz zum Flughafenbau zwei Tage nach Veröffentlichung des Untersuchungsberichts verließ Rizzo den Raum, als ihn die Journalisten beharrlich zu den Erkenntnissen der Pennsylvania Crime Commission befragten. Er schenkte dem Bericht keinen Glauben und war fest dazu entschlossen, zu den Polizisten zu halten, selbst wenn ihre Korruptheit bewiesen war.
Der nach Philadelphia für die Anklageerhebung entsandte Sonderermittler Phillips litt unter einem zu kleinen Mitarbeiterstab. Trotzdem entwickelte er den Ehrgeiz, weitere Korruptionsfälle in der Stadtverwaltung und den Parteien aufzudecken. Am 7. September 1974 schrieb die Stadt 280 offene Stellen für einfache Arbeiter aus, woraufhin am nächsten Morgen mehrere tausend Bewerber, darunter viele unter Armut leidende und Afroamerikaner, in langen Schlangen vor den Meldestellen anstanden. Wie das Bulletin kurz darauf aufdeckte, wurde von diesen kein einziger genommen, da in der Nacht zuvor bereits alle Stellen von Rizzos Mitarbeitern an politische Freunde vergeben worden waren. Phillips war der festen Überzeugung, dass der Bürgermeister selbst diese Vetternwirtschaft angeordnet hatte, nicht zuletzt da Rizzo zu diesem Zeitpunkt eine zweite Amtszeit im Rathaus anstrebte. Doch bevor er Rizzo gefährlich werden konnte, sorgte dessen Verbündeter im Senat von Pennsylvania, State Senator Henry Cianfrani, dafür, dass Phillips die Mittel erheblich gekürzt wurden.

#### Primaries von 1975
Bei der Primary der Demokraten für die Bürgermeisterwahl war mit Louis G. Hill, dem Stiefsohn von Dilworth, ein Überraschungskandidat, stärkster Konkurrent von Rizzo, nachdem Green und John B. Kelly junior, der ältere Bruder von Grace Kelly, das Rennen gescheut hatten und der stellvertretende Bürgermeister Bowser sich für eine parteiunabhängige Kandidatur entschieden hatte. Einige enge Mitarbeiter von Rizzo erwogen seinen Wechsel zu den Republikanern, doch Weinberg und Cianfrani sprachen sich dagegen aus; die Grand Old Party litt immer noch unter der Watergate-Affäre und wurde in Philadelphia von Irischamerikanern kontrolliert, denen sie nicht vertrauten. Hills erste Ehefrau stammte aus der Eigentümerfamilie des Wall Street Journals, was Rizzo im Wahlkampf ausnutzte, um seinen Gegner als Six Million Dollar Man und Lobbyist für die Wall Street zu verspotten. Tatsächlich erhielt der Bürgermeister während der Primary mehr Spenden von großen Unternehmen aus Center City als sein Herausforderer. Laut dem Mafia-Informanten Nicholas Caramandi unterstützte Bruno den Straßenwahlkampf von Rizzo über Geldzahlungen an Pearlman.
Im April 1975 kam Phillips mit seinen Ermittlungen Rizzo sehr nahe, als er Anklage gegen den Stadtdirektor Hillel Levinson erhob. Der Inquirer unterstützte zwar in den Leitartikeln Phillips und Hill, aber die Redakteurin für Stadtpolitik hatte eine Affäre mit State Senator Cianfrani und berichtete sehr wohlwollend über den Bürgermeister. Ihr wurde voller Zugang zu Rizzos Wahlkampfmaterial gewährt. Weinberg und Cianfrani gelang es nicht, einen afroamerikanischen Kandidaten für die Primary der Demokraten zu finden, der zum Vorteil Rizzos Hill Stimmen abnehmen konnte wie 1971 der schwarze Williams dem liberalen Green. Andererseits konnte Rizzo mit einer großzügigen Lohnerhöhung und Verbesserungen der Arbeitsbedingungen einen drohenden Streik der American Federation of State, County and Municipal Employees (AFSCME) abwenden, die in Philadelphia 16.000 städtische Arbeiter repräsentierte, die meisten davon Afroamerikaner. Mit Geschick positionierte Weinberg den Bürgermeister als Vertreter der weißen und afroamerikanischen Arbeiter gegen den vermeintlichen Patrizier Hill, der im vornehmen Chestnut Hill residierte.
Bei der Primary am 20. Mai siegte Rizzo mit 52 % und gewann neben South Philadelphia und den Hafenvierteln am Delaware River auch viele Distrikte in North Philadelphia, wo überwiegend schwarze Angehörige der Arbeiterklasse lebten. Vier Wochen später strich der zuständige Ausschuss des Senats von Pennsylvania Phillips alle Geldmittel, was seine Ermittlungstätigkeit beendete. Ende August zog Rizzo in ein sanierungsbedürftiges, elf Zimmer großes Anwesen in Chestnut Hill, wobei Freunde die kompletten Renovierungsarbeiten übernahmen. Zwar wurde erneut Kritik in der Presse laut, die hinterfragte, wie sich der Bürgermeister diese Residenz in bester Wohngegend leisten konnte, doch dieses Mal ignorierte Rizzo die Berichterstattung.

#### Bürgermeisterwahlen 1975
Trotz der großen Zugeständnisse an die AFSCME zeigte Rizzo danach kein Bemühen, den Schwarzen mehr Macht und Einfluss in der Stadtverwaltung einzuräumen. Afroamerikanische Unternehmer und professionelle Berufstätige beobachteten mit Verärgerung, dass die Stadt lukrative Verträge fast immer mit weißen Firmen und Geschäftspartnern abschloss. Die Presse warf Rizzo in dieser Beziehung Rassismus vor, was ihn von aller gegen ihn geäußerten Kritik am stärksten traf. Der Parteichef der Republikaner von Philadelphia, William Meehan, stellte Thomas M. Foglietta gegen Rizzo auf, nachdem ihm Specter abgesagt hatte, der sich auf seine Kandidatur als Senator für den 95. Kongress im folgenden Jahr konzentrieren wollte. Der wenig bekannte Foglietta war ein Italoamerikaner und stammte wie Rizzo aus South Philadelphia. Da er unverheiratet war, umgaben ihn von Anfang an Gerüchte über seine sexuelle Orientierung. Foglietta hatte an der renommierten Temple University Jura studiert und gehörte dem liberalen Parteiflügel unter Jacob K. Javits an. Rizzo verwendete diese Aspekte seines Opponenten im Wahlkampf erfolgreich gegen ihn und gewann so die Stimmen der konservativen italienisch-, irisch- und polnischstämmigen Amerikaner im Süden und Nordosten der Stadt, die eine Law-and-order-Politik wünschten. Bowser trat im Wahlkampf für eine dritte, von ihm selbst gegründete Partei namens The Philadelphia Party an. Dies führte zur weiteren Spaltung der Anti-Rizzo-Kräfte und beraubte sie jeglicher Siegeschancen.
Als zentrales Wahlkampfthema entpuppte sich der städtische Haushalt. Unter Nixons Nachfolger Gerald Ford war es zu einer Rezession gekommen, die die wirtschaftliche Situation in den Großstädten weiter verschlechterte. Zwar war die Lage in Philadelphia weniger prekär als in anderen amerikanischen Metropolen, aber auch hier verließen immer mehr Unternehmen, und mit ihnen Arbeitsplätze, die Downtown und siedelten sich in den Vororten an, wo die Produktionskosten niedriger waren. Dennoch versprach Rizzo, weder Steuern zu erhöhen noch Entlassungen im öffentlichen Dienst vorzunehmen. Seine bekannteste Äußerung, im Falle seines Sieges mit politischen Gegnern so hart umzugehen, dass „Attila der Hunne aussieht wie eine Schwuchtel“, fiel im Rahmen dieses Wahlkampfes. Als am 22. Oktober eine Raffinerie in Southwest Philadelphia brannte, verließ Rizzo einen Wahlkampfauftritt vorzeitig, um sich an den Ort des Geschehens zu begeben. Durch eine explodierende Pipeline in seiner Nähe erlitt er dabei einen Hüftbruch. Danach musste er seine ohnehin unregelmäßigen Wahlkampfauftritte einstellen, aber das Ereignis stärkte seinen Ruf als „starken Mann“. Am 4. November 1975 errang Rizzo einen überwältigenden Wahlsieg mit über 170.000 Stimmen Vorsprung auf Bowser.

#### Haushaltskrise und Unterschriftensammlung gegen Rizzo
Kurz nach Rizzos Amtseinführung ließ er Stadtkämmerer Lennox Moak am 20. Januar 1976 eine revidierte Haushaltsprognose bekannt geben, nach der das erwartete Defizit von 65 Mio. auf über 80 Mio. US-Dollar stieg. Er kündigte an, dass dies nur durch eine Notfallgesetzgebung für mehr Steuereinnahmen aufgefangen werden könnte, was bei vielen weißen Arbeitern sofort für Empörung sorgte und die politische Basis seiner Popularität untergrub. Wenige Tage später hielten die Philadelphia Party, die liberale politische Organisation Americans for Democratic Action (ADA) und städtische Aktivisten eine Versammlung ab und berieten, ob für die Ablösung Rizzos als Bürgermeister gemäß der Home Rule Philadelphias eine Mehrheit in einem entsprechenden Volksentscheid erreichbar sei. Derart wurde zuletzt Frank L. Shaw im Jahr 1938 in Los Angeles seines Amtes enthoben. Treibende Kraft der Initiative, Rizzo abzuwählen, war Henry Nicholas, ein enger Verbündeter von Bowser und Führer der städtischen Gewerkschaft der Krankenhausmitarbeiter, deren Mitglieder überwiegend Afroamerikaner waren. Normalerweise hätte der Abwahlantrag des populären Rizzo keine Aussicht auf Erfolg gehabt, aber durch die angekündigten Steuererhöhungen sahen Bowser, Nicholas und die ADA-Führung für ihre Initiative realistische Siegeschancen. Zur Initiierung eines Volksentscheids für Rizzos Abwahl waren knapp 145.000 Unterschriften in einer entsprechenden Petition notwendig.
Rizzo benötigte für die Steuererhöhungen per Notfallgesetzgebung die Zustimmung im Repräsentantenhaus von Pennsylvania. Dieses Vorhaben scheiterte am Widerstand der Abgeordneten aus den urbanen Randbezirken, die unter ihren Wählern viele aus Philadelphia und anderen Metropolen abgewanderte Bürger hatten. Rizzo ordnete daher am 15. Februar die Schließung des Philadelphia General Hospitals an, des einzigen öffentlichen Krankenhauses der Stadt. Damit traf er vor allem die ärmeren, überwiegend afroamerikanischen Bevölkerungsteile, die auf diese Klinik angewiesen waren. Da er keine anderen Kürzungen vornahm und das teure Patronagesystem, das bestimmte Unternehmen bevorzugte, unberührt ließ, sah er sich erneut mit dem Vorwurf des Rassismus konfrontiert. Aufgrund seines großen Wahlvorsprungs im November 1975 fühlte er sich jedoch als Bürgermeister trotz der Kritik deutlich legitimiert.
Anfang März erhielt Rizzo einen satirischen Beitrag des Inquirers vier Tage vor seinem geplanten Erscheinungsdatum von befreundeten Mitarbeitern zugespielt. Dieser fiktive Bericht hatte ein Selbstgespräch des Bürgermeisters über das Haushaltsdefizit zum Inhalt und persiflierte seinen Redestil. Rizzo empfand den Text als einen Angriff auf seine ethnische Herkunft und reichte am 13. März 1976 eine Beleidigungsklage über 6 Mio. US-Dollar (2025: ca. 30 Mio. US-Dollar) gegen die Zeitung ein, konnte damit aber nicht das Erscheinen der Kolumne am nächsten Tag verhindern. Er nutzte die Gelegenheit, sich als Opfer darzustellen und die Kritik an den geplanten Steuererhöhungen umzukehren. Am 19. März demonstrierten mehrere hundert Bauarbeiter vor dem Firmensitz des Inquirer gegen dessen vermeintlich wirtschaftsfreundliche und arbeiterfeindliche Berichterstattung und verhinderten die Auslieferung der Daily News bis zum nächsten Morgen, als ein United States District Court die Blockade untersagte. Rizzo hatte vorher insgeheim dem Gewerkschaftsführer Thomas Magrann für die Aktion grünes Licht gegeben. Seine Bedingung war, dass die Transparente das Thema Arbeiter gegen Management aufgriffen und es zu keiner Gewalt kam. Landesweit wurde die Aktion als Angriff auf die Pressefreiheit verurteilt, während Rizzo seine Passivität damit begründete, dass er dem Inquirer nicht helfen wollte, „die Arbeiterbewegung zurück in die 1920er Jahre zu werfen“.
Ende März 1976 gab Rizzo eine knapp 50-prozentige Erhöhung der Wasser- und Abwassergebühren bekannt, die bis dahin größte Abgabenerhöhung in der Stadtgeschichte. Am 31. März machten ADA und Philadelphia Party ihr Bemühen um eine Abwahl Rizzos der Öffentlichkeit bekannt. Als der Bürgermeister am nächsten Tag höhere Grund- und Lohnsteuern in der Größenordnung von 250 Mio. US-Dollar (2025: ca. 1.400 Mio. US-Dollar) ankündigte, ein im damaligen Philadelphia historisch unerreicht hoher Anstieg, starteten sie noch am gleichen Tag mit der Unterschriftensammlung. Bei den demokratischen Primaries Ende April 1976 in Pennsylvania, die der deutlich gegen Rizzo Position beziehende Jimmy Carter mit großem Vorsprung gewann, kamen allein am Wahltag in Philadelphia 30.000 Unterschriften für die Petition zur Abwahl des Bürgermeisters hinzu. Bis dahin war bereits über die Hälfte des notwendigen Quorums von 145.000 Unterschriften für den Abwahlantrag erreicht worden.
Der zunehmend unter Druck stehende Rizzo entmachtete Ende Mai gemeinsam mit Cianfrani seinen Gegner Camiel, womit er zum Parteiführer der Demokraten in Philadelphia wurde. Zum Fristende am 15. Juni legte die Abwahlinitiative über 200.000 Unterschriften vor. In der städtischen Kommission, die die Gültigkeit der Stimmen überprüfte, standen zwei der drei Mitglieder auf Seiten Rizzos. Am 24. August gaben sie über den städtischen Solicitor bekannt, dass nur knapp 90.000 Unterschriften gültig seien, womit das Quorum für einen Volksentscheid verfehlt wurde. Zum Beispiel ordneten sie Stimmen als ungültig ein, bei denen der Name nicht vollständig ausgeschrieben war, also Initialen benutzt wurden, oder die Unterzeichner nicht als Wähler registriert waren, was allein zum Ausschluss von über 40.000 Voten führte. Am 30. September bestätigte das Oberste Gericht Pennsylvanias diese Entscheidung und verwarf die Abwahlregelung in der Home Rule Philadelphias als verfassungswidrig.

#### Inquirer-Bericht über Polizeigewalt und Konflikt mit der Move-Organisation
Ende April 1977 erschien im Inquirer eine Artikelserie, die aufdeckte, dass städtische Polizeibeamte Gewalt und Foltertechniken anwandten, um von Verdächtigen Geständnisse zu erpressen. Die Recherche versetzte Philadelphia in Aufruhr und polarisierte die Bürger. Der Bürgermeister lehnte eine Interviewanfrage des Inquirers in diesem Zusammenhang ab. Insbesondere die afroamerikanische Gemeinschaft fühlte sich in ihrem Misstrauen gegen die Polizei und Rizzo bestärkt, der im folgenden Monat einen weiteren Rückschlag hinnehmen musste, als bei den städtischen Primaries seine Kandidaten unterlagen. Um sein Image wieder aufzupolieren, reifte zu dieser Zeit in ihm der Entschluss, entgegen der Home Rule für eine dritte Amtszeit zu kandidieren. Während Pearlman ihn in diesem Beschluss bestärkte, riet Weinberg von diesem Vorhaben als politischem Selbstmord ab. Nachdem Cianfrani im Spätsommer 1977 wegen Racketeering zu einer Haftstrafe verurteilt worden war und Gaudiosi als Stadtvertreter zurücktrat, womit wichtige Verbündete und Berater verloren gingen, kamen Rizzo Zweifel an einer dritten Kandidatur.
Seine Lage wurde außerdem durch die zunehmende Konfrontation mit der afroamerikanischen Move-Organisation (MOVE) in West Philadelphia und die Entscheidung des Obersten Bundesgerichts erschwert, das Ende Februar 1978 den als „Schlacht um den Whitman Park“ bekannten Widerstand der überwiegend weißen Bevölkerung in South Philadelphia gegen ein soziales Wohnungsbauprojekt abwies, das vor allem Afroamerikanern zugutekam. Bei seinem Amtsantritt als Bürgermeister hatte Rizzo dieses Bauprojekt gestoppt und war deswegen von dessen Befürwortern des Rassismus bezichtigt worden. Auf einer Bürgerversammlung in Whitman Park, die ihn begeistert begrüßte und seine erneute Kandidatur forderte, gab er Mitte März bekannt, die Home Rule nicht ändern zu wollen, um eine dritte Amtszeit zu ermöglichen. Dort bestärkte er die Menge in dem Gefühl, wie „Bürger zweiter Klasse“ behandelt worden zu sein, während bestimmte Minderheiten im Gegensatz dazu bevorzugt behandelt worden seien. Laut Paolantonio war in dieser Grundstimmung, die die Rizzocrats in Philadelphia definierte, der Keim für eine neue politische Bewegung in Amerika angelegt, aus der kurze Zeit später die von weißen Grundbesitzern initiierte California Proposition 13 und die Reagan Democrats hervorgingen.
Nachdem im Frühling 1978 noch eine Verständigung mit MOVE erreicht worden war, deren Haus seit März auf richterliche Anordnung hin verbarrikadiert war, kam es im August zur Eskalation. Die von Vincent Leaphart geführte Gruppe lebte in einem Doppelhaus, in dem sie Waffen horteten, und hatte die Nachbarschaft von Anfang an durch ihr gewalttätiges Verhalten und die Verwahrlosung des Grundstücks verstört. Am 8. August, wenige Tage nach Ablauf der ausgehandelten Schonfrist, umstellten mehr als 600 Polizisten das Anwesen. Rizzo war vor Ort, aber überließ Polizeichef O’Neill die Leitung der Operation. Es begann ein Schusswechsel, bei dem ein Polizist tödlich getroffen wurde. In der Fernsehübertragung dieses Ereignisses sorgte jedoch die Gewalt gegen Leaphart für Aufsehen, der sich mit erhobenen Händen den Ordnungskräften genähert hatte und von diesen verprügelt wurde. Diese Szene wurde von den Sendern mehrere Tage lange immer wieder gezeigt und mobilisierte die afroamerikanische Gemeinde Philadelphias gegen die Polizei, für deren Brutalität einmal mehr Rizzo verantwortlich gemacht wurde. Im August 1979 erhob das Justizministerium der Vereinigten Staaten Anklage gegen die Polizei Philadelphias und mehrere Amtsträger der Stadt, darunter Rizzo, die von einem Bundesgericht zwei Monate später aus formalen Gründen abgelehnt wurde.

#### Abschied aus dem Rathaus
Im September 1978 gab sein früherer Wahlkampfmanager Gaudiosi seine Kandidatur für die Bürgermeisterwahlen im nächsten Jahr bekannt und attackierte Rizzo. Er machte ihn für den Tod des Polizisten bei der Belagerung des MOVE-Hauses verantwortlich und warf ihm die Spaltung der Stadt entlang von „Rassengrenzen“ vor. Einige Tage später hielt Rizzo vor dem Hintergrund eines Referendums zur Änderung der Stadtverordnung, das ihm eine dritte Amtszeit ermöglichen sollte, eine seiner umstrittensten Reden. Er warb zu diesem Anlass für seine Sache mit der Aufforderung „I say vote white“ („Ich sage euch, wählt weiß“), was ihn für den Rest seiner politischen Karriere verfolgte. Beim Volksentscheid am 7. November wurde die Änderung der Stadtverordnung mit großer Mehrheit abgelehnt. Die Wahlbeteiligung der Afroamerikaner, die nahezu geschlossen gegen eine dritte Amtszeit für Rizzo stimmten, war die bis dahin höchste in der Geschichte Philadelphias. Von den elf Kandidaten, die bei den demokratischen Primaries für die Bürgermeisterwahlen 1980 ins Rennen gingen, unterstützte er keinen, sondern freute sich nur über das Ausscheiden von Gaudiosi. Am Ende setzte sich Green bei den Vorwahlen durch und besiegte anschließend den Republikaner David Marston und den Afroamerikaner und Gewerkschafter Lucien E. Blackwell, der für die Consumer Party kandidierte.
Die neue Stadtregierung bewertete das von Rizzo übernommene politische Erbe und führte in vielen Bereichen grundlegende Änderungen durch. Während seiner Amtszeit war die Suburbanisierung rasant fortgeschritten und die Stadtbevölkerung um mehr als 10 % geschrumpft, sodass ganze Stadtviertel Philadelphias verlassen und dem Verfall preisgegeben waren. Aufgrund dieser verheerenden Bilanz hatte das Bundesministerium für Wohnungsbau und Stadtentwicklung (HUD) die Projektförderung für Philadelphia 1979 eingestellt und eine Wiederaufnahme an mehrere Bedingungen geknüpft. So forderte HUD unter anderem sozialen Wohnungsbau auch in mehrheitlich weißen Stadtvierteln. Kurz nach Amtsantritt eröffnete Green die umstrittenen Baumaßnahmen in Whitman Park, die Bürgermeister Rizzo noch blockiert hatte.
Aufgrund Rizzos schlechter Beziehung zu Präsident Carter waren die Bundessubventionen, die unter Nixon und Ford Philadelphia zugutegekommen waren, weitgehend ausgetrocknet. Während seiner Amtszeit als Bürgermeister hatte die Stadt 90.000 Arbeitsplätze verloren, was ihn nicht davon abgehalten hatte, die Ämterpatronage in der Stadtverwaltung auszuweiten und dort die Anzahl außertariflicher Angestellter mehr als zu verdoppeln. Auf der anderen Seite ermöglichte es Rizzo den Bürgern in einem bis dahin unbekannten Ausmaße, ihre Anliegen bei ihm persönlich vorzubringen. Eine der größten Errungenschaften seiner Administration war die Schaffung einer städtischen Krankenhausbehörde (Hospital Authority), die mit mehr als einer Mrd. US-Dollar den Neubau und die Renovierung von 27 Hospitälern unterstützte. Beim Thema innere Sicherheit zeigte die Kriminalstatistik für die 1970er Jahre in Philadelphia keine wesentlichen Änderungen. Das Justizministerium ordnete Philadelphia als die sicherste der zehn größten Städte des Landes ein. Dem gegenüber stand ein hoher Vertrauensverlust insbesondere der afroamerikanischen Bürger in die Polizei und den Bürgermeister. Unter dem neuen Bürgermeister schuf Bezirksstaatsanwalt Ed Rendell eine Ermittlungseinheit, die den Vorwürfen der Polizeigewalt in mehreren hundert Fällen nachging. Selbst nach seiner Abwahl nutzte Rizzo seinen Einfluss auf die Polizei Philadelphias, um die Ermittlungen zu blockieren.

### Im Ruhestand und weitere Bürgermeisterkandidaturen (1980–1991)
Als Rizzo im Januar 1980 das Rathaus verließ, galt er in der Öffentlichkeit größtenteils als brutaler Rassist. Für ihn war klar, dass er sich von diesem Vorwurf nur reinwaschen konnte, wenn er wieder Bürgermeister würde. Nicht zuletzt weil er Green bei den Primaries 1971 besiegt hatte, rechnete er sich gute Chancen auf eine Wiederwahl zum Bürgermeister aus. Im Juli 1980 kehrte er in das Rathaus zurück, um im Prozess gegen die MOVE-Mitglieder wegen des bei der Belagerung im August 1978 getöteten Polizeibeamten eine Aussage zu machen. Im Anschluss fingen ihn MOVE-Anhänger im Gerichtsflur ab und beleidigten ihn lautstark, wobei sie auch Drohungen aussprachen. Aufgrund dieses Vorfalls wagte sich Rizzo in der Zeit danach nicht mehr alleine aus dem Haus.
Green und der neue Polizeipräsident Solomon versuchten derweil, bei der Polizei Philadelphias einen Kulturwandel herbeizuführen. Sie ließen alle Aufzeichnungen und Akten der Civil Defense Squad und von Rizzos Spionage-Einheit vernichten. Außerdem machten sie den Streifenbeamten strengere Vorgaben zum Einsatz von Schusswaffen. Als im September 1980 ein Polizeibeamter im Dienst erschossen wurde, sahen daher viele seiner Kollegen die persönliche Verantwortung dafür bei Green und Solomon. Verschärft wurde dies dadurch, dass Green wegen des Haushaltsdefizits 700 Polizeibeamte entlassen musste. Im Juli 1981 verbuchte Rizzo bei einer Sonderwahl im South Philadelphia umfassenden Kongresswahlbezirk einen politischen Sieg gegen seinen Nachfolger; der von ihm unterstützte Joseph Francis Smith siegte gegen Greenes Kandidaten David Glancey. Zu dieser Zeit begann sich um den Geschäftsführer der Stadtverwaltung (Managing Director) Wilson Goode allmählich eine Koalition aus Liberalen, Wirtschaftsvertretern und Afroamerikanern herauszubilden, die mit Verdruss wahrnahmen, wie Green an Zustimmung verlor und Rizzo sein Comeback vorbereitete.
Im Dezember 1981 wurde in Philadelphia der weiße Polizist Daniel Faulkner ermordet und der afroamerikanische Journalist und Bürgerrechtler Mumia Abu-Jamal im folgenden Jahr als Täter zum Tode verurteilt. Von Anfang an waren dieser Fall und der Gerichtsentscheid höchst umstritten. Neben der aufflammenden Polarisierung zwischen Weißen und Schwarzen zeigte die Kontroverse auch Aspekte einer Klassenfrage. Während viele Prominente, Liberale und Intellektuelle Zweifel an Abu-Jamals Schuld und der Rechtmäßigkeit des Verfahrens äußerten und ihn in seinem Kampf gegen das Todesurteil unterstützten, solidarisierte sich die weiße Arbeiterklasse in Philadelphia mit dem Mordopfer und forderte die Hinrichtung Abu-Jamals. Der Historiker Timothy J. Lombardo sieht die Konfrontation entlang „Rassen“- und Klassenlinien, die der Mordfall von Beginn an auslöste, als eine Folge der jahrzehntelangen Prägung der Polizei- und Strafverfolgungspolitik durch Rizzo an.

#### Bürgermeisterwahl 1983
Green, der es nie schaffte, aus dem Schatten seines Vorgängers hervorzutreten, gab im November 1982 bekannt, dass er nicht zur Wiederwahl antreten werde. Er war damit der erste Bürgermeister in der Stadtgeschichte, der dies tat. Sofort brachen daraufhin unter den Demokraten Nachfolgekämpfe aus. Die ersten, die ihren Hut in den Ring warfen, waren der Afroamerikaner Goode und Tommy Leonard, der unter Rizzo Rechnungsprüfer gewesen und mit Weinberg verschwägert war. Trotz seines festen Vorsatzes, erneut zu kandidieren, wartete Rizzo vorerst ab, weil er sich über seine Popularität noch unsicher war. Später gab er an, dass ein Restaurantbesuch im Montgomery County Ende 1982, in dessen Verlauf sich eine applaudierende Menge spontan um ihn versammelte, ihm wieder ausreichend Selbstvertrauen gegeben habe. Etwa um diese Zeit erwog der republikanische Parteichef Philadelphias, Billy Meehan, erstmals, Rizzo zu einer Bürgermeisterkandidatur für seine Partei zu gewinnen. Rizzo und sein Berater Weinberg hatten diese Idee aber bereits verworfen, als Leonard sich ins Rennen gebracht hatte. Gegen Leonard als weißen Spitzenkandidaten der Demokraten rechneten sie sich keine Chancen aus, sollten sie sich für eine republikanische Wahlplattform entscheiden.
Am 12. Januar 1983, zwei Tage nachdem Leonard aus den demokratischen Primaries ausgeschieden war, um als unabhängiger Kandidat anzutreten, kündigte Rizzo auf einer Pressekonferenz seine Kandidatur für die Bürgermeisterwahlen an. Dadurch blieb der republikanische Kandidat John Egan in der öffentlichen Wahrnehmung weitgehend unbeachtet, wovon sich seine Kampagne nicht mehr erholte. Am Abend hatte Rizzo einen Auftritt in dem bekannten Nachrichtenmagazin Nightline von Ted Koppel auf ABC. Zwar räumte er dort einige Fehler ein, die ihm als Bürgermeister unterlaufen seien, aber er weigerte sich, sich von einigen martialischen Äußerungen aus der Vergangenheit zu distanzieren. Als Medienberater engagierte Rizzo David Sawyer, der jedoch schon im Wahlkampf von Jane Byrne in Chicago gegen ihren afroamerikanischen Herausforderer Harold Washington gebunden war. Sawyer geriet in einen Interessenkonflikt, weil eine Schmähkampagne gegen Goode ihm als Rassismus ausgelegt werden könnte und somit die Wiederwahl Byrnes gefährdete.
Ende Februar erhob die Bezirksstaatsanwaltschaft Anklage gegen fünf hochrangige aktuelle und ehemalige Mitglieder der Polizei Philadelphias wegen Korruption und Veruntreuung. Rizzo nutzte dies für eine Attacke gegen Green und Solomon, womit er sich jedoch selbst schadete. Zum einen wurde er mit dem Bericht der Pennsylvania Crime Commission konfrontiert, der bereits 1974 systematische Korruption innerhalb der städtischen Polizei festgestellt hatte, zum anderen trieb er damit den amtierenden Bürgermeister und Polizeipräsidenten in das Lager von Goode. Im März gab Sawyer schließlich die Beratung von Rizzo an Robert Goodman und dessen Sohn ab. Beide waren Republikaner und Robert hatte bei den Primaries zur Präsidentschaftswahl 1980 George Bush senior betreut, weshalb sie im Wahlkampf gegen Goode weniger Rücksicht als Sawyer nehmen mussten. Als Goodes Team in der Folge ihre Angriffe mit gleicher Münze zurückzahlte, entstand in Philadelphia ein Wahlkampf, der in bis dahin noch nie erlebtem Ausmaß den Charakter einer gegenseitigen Schmähkampagne trug. Als der Bürgerrechtler und Pastor Jesse Jackson in einer Predigt zur Wahl von Goode aufrief, ließ Rizzo Fotos veröffentlichen, die Jackson mit Jassir Arafat und Muammar al-Gaddafi zeigten, was eine kaum verhohlene Werbung um weiße Wähler war. Für das Fernsehen produzierte Goodman Kurzporträts von Rizzo, die seine Liebe zur Stadt Philadelphia und Erfolge während seiner Amtszeit hervorhoben.
Eine Stunde vor Beginn der TV-Debatte zwischen den beiden Kandidaten durchsuchten Polizeibeamte und FBI-Agenten am 19. April 1983 mehrere Orte in drei Bundesstaaten nach Joseph V. Mastronardo, dem Schwiegersohn Rizzos, um einen Haftbefehl wegen des Verdachts auf illegale Buchmacherei zu vollstrecken. Mastronardo war an der gesamten Ostküste als Glücksspieler bekannt und hatte in den frühen 1980er Jahren einen Mordanschlag durch die Philadelphia Crime Family überstanden, die sich nach dem Tod von Bruno unter seinem Nachfolger Nicodemo Scarfo nicht mehr Rizzo verpflichtet fühlte. Bei ihrer Suche am 19. April drangen die Beamten auch in ein teures Dinner von Rizzo-Anhängern in einem Hotelsaal ein, zeitgleich mit dem Start der Fernsehdebatte. Mastronardo stellte sich am nächsten Tag den Behörden und wurde später in einem anderen Fall zu einer Haftstrafe verurteilt. Später stritt der verantwortliche Polizeioffizier jeden Zusammenhang zwischen dem zeitlichen Ablauf dieser Aktion und der TV-Debatte ab. Paolantonio vermutet jedoch dahinter eine persönliche Rache des Polizeipräsidenten für Rizzos öffentliche Angriffe auf seine Person. Rizzo selbst sah darin einen Versuch, seine Glaubwürdigkeit durch Schuld durch Assoziation zu untergraben.

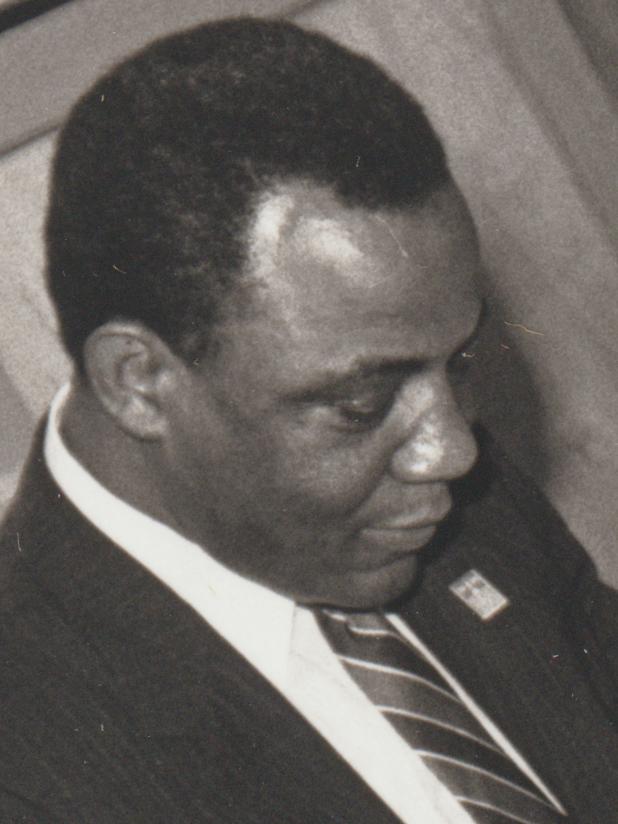
Bürgermeister Wilson Goode (1986)

Wenige Tage nach diesem Vorfall gab der Inquirer eine Wahlempfehlung für Goode ab. Der polarisierende Zweikampf zwischen den beiden führte dazu, dass sich in Philadelphia mehr als 800.000 Bürger als demokratische Wähler registrieren ließen, während es bei den Republikanern weniger als 200.000 waren. Am 17. Mai verlor Rizzo schließlich gegen Goode mit knapp zehn Prozentpunkten Rückstand. Bei einer Rekord-Wahlbeteiligung von über 70 % hatte er bei den afroamerikanischen Wählern nur 2 % der Stimmen erhalten. Im November 1983 gewann Goode die Bürgermeisterwahlen.

#### Bürgermeisterwahl 1987
Anfang 1984 nahm Rizzo eine Stelle bei den städtischen Gaswerken an, wo er für die Verbesserung der Werksicherheit zuständig war. Die Philadelphia Gas Works, zu jener Zeit der größte amerikanische Erdgasversorger in öffentlicher Hand, waren ein häufig genutzter Arbeitgeber für entmachtete Politiker. Als öffentlich noch am gleichen Tag bekannt wurde, dass der ehemalige Bürgermeister neben seiner Pension ein weiteres Gehalt durch die Stadt bezog, griffen dies die Philadelphia Daily News in einer Karikatur auf. Sie stellte Rizzo als einen Gasmann dar, aus dessen Taschen Geldscheine quollen. Dieser kündigte daraufhin sofort die Beschäftigung, die er nach einiger Zeit allerdings wieder aufnahm, und reichte Klage gegen die Zeitung ein. Außerdem verklagte Rizzo das Wochenmagazin The Welcomat, das ihn in einem Artikel Ende 1982 mit Adolf Hitler und Benito Mussolini verglichen hatte, auf 11 Mio. US-Dollar Entschädigung. Die Gerichtsverhandlung im Mai 1986 nutzte Rizzo als Bühne, um seine Erfolge als Bürgermeister herauszustreichen. Am Ende lehnte der Richter die Klage mit dem Verweis auf das Recht zur Meinungsfreiheit ab. Trotz dieser Niederlage war Rizzo zu einer erneuten Bürgermeisterkandidatur entschlossen, denn mit dem Erstarken des Konservativismus im gesamten Land während der Präsidentschaft von Ronald Reagan sah er seine eigenen Erfolgsaussichten wachsen.
Im Jahr zuvor hatte Goode sein Ansehen stark beschädigt, als er am 13. Mai 1985 die Erstürmung eines von MOVE besetzten Hauses in West Philadelphia befahl. Die Mitglieder hatten das Anwesen zu einem Bunker ausgebaut, das mit Handwaffen nicht eingenommen werden konnte. Also hatte Goode grünes Licht für einen Angriff mit Sprengstoff gegeben. Das dadurch ausgelöste Feuer war außer Kontrolle geraten, hatte mehr als 60 Häuser in der Nachbarschaft zerstört und elf Todesopfer gefordert. Zwar hatte das Ereignis keine juristischen Folgen für die Goode-Administration, aber bei den folgenden Wahlen zum Bezirksstaatsanwalt zeigte sich mit dem Sieg des Republikaners Ronald D. Castille ein Stimmungswandel in der Stadt, auch bei der afroamerikanischen Bevölkerung. Bald darauf traf sich Rizzo regelmäßig mit Meehan, um seine Unterstützung für eine republikanische Bürgermeisterkandidatur zu gewinnen.
Im November 1986 kündigte Rizzo seine Stelle bei Philadelphia Gas Works und betrat wieder die politische Bühne. Als erstes sprach er in zwei Synagogen in North Philadelphia vor der Öffentlichkeit. Er entschied sich aufgrund von Wahlanalysen für diese Startorte, weil unter allen weißen Bevölkerungsgruppen Goode und die Demokraten insgesamt den größten Wähleranteil unter den jüdischen Amerikanern hatten. Mitte Dezember stellte Rizzo schließlich einen Mitgliedsantrag bei den Republikanern. Wenige Tage später lud ihn der republikanische Vorsitzende seines Stadtteils, der ebenfalls Italoamerikaner war, zu einem Dinner in sein Familienrestaurant ein und begrüßte ihn in der Partei. Mitte Februar 1987 entschieden sich Meehan und kurz darauf der Parteivorstand, Rizzos Bürgermeisterkandidatur zu unterstützen. Zwar zeigten die Umfragen unter den republikanischen Wählern einen deutlich Vorsprung für dessen Konkurrenten Egan an, aber die Annahme war, dass bei der Bürgermeisterwahl viele Rizzocrats und Reagan Democrats, also Demokraten, die bei den Präsidentschaftswahlen 1980 und 1984 für Reagan gestimmt hatten, für Rizzo votierten.
Bei den Primaries ignorierte Rizzo Egan und verweigerte eine öffentliche Debatte. In einer Zeit, in der die Republikaner in Metropolen wegen Reagans starken Kürzungen bei den Sozialausgaben einen schweren Stand hatten, glich sein Wahlkampf inhaltlich und von seinem persönlichen Auftreten her stark denjenigen aus der Vergangenheit. Wie in der Vergangenheit positionierte er sich etwas rechts der politischen Mitte. Reagans Politik zugunsten der allgemein besser situierten suburbanen Bevölkerungsschichten hatte dazu geführt, dass Rizzo bei der Präsidentschaftswahl 1984 seinen Herausforderer Walter Mondale unterstützt hatte. Vor diesem bundespolitischen Hintergrund und in Verbindung mit den Misserfolgen der Goode-Administration hatte sich in Philadelphia eine besonders negative Stimmung gegenüber Washington und dem Rathaus ausgebreitet. Letztendlich gewann er die parteiinterne Vorauswahl im Mai mit 58 %. Rizzo wurde somit der erste Politiker in der Stadtgeschichte, der im Verlauf seiner Karriere von Demokraten und Republikanern zum Spitzenkandidat für das Bürgermeisteramt gekürt wurde.
Mitte August engagierte Rizzo den Filmregisseur Joe Vandergast für die Gestaltung seiner Fernsehwerbung, die zum teuersten Posten in der letzten Phase des Wahlkampfes wurde. Insgesamt entstanden zwei Dutzend Werbespots, die überwiegend die Person des früheren Bürgermeisters ins Zentrum stellten. Ein Clip attackierte hingegen Goode für den Bombenabwurf auf den MOVE-Bunker. Rizzo untergrub diese Kampagne jedoch zum Teil selbst: In einer Wahlwerbung räumte er Fehler als Bürgermeister ein. Als er von dem bekannten Lokaljournalisten Vernon Odom diesbezüglich um eine konkrete Aussage gebeten wurden, antwortete er darauf mit einer spöttischen Bemerkung. Wählerbefragungen zeigten, dass die TV-Kampagne nicht den gewünschten Erfolg erzielte, obwohl Rizzo bei der Sendezeit Goode um ein Mehrfaches voraus war. Zur Katastrophe für Rizzo wurde schließlich die Fernsehdebatte mit dem amtierenden Bürgermeister am 6. Oktober. Hier zeigte er sich schlecht vorbereitet, Goode gegenüber rachsüchtig und bei der Interaktion mit den Moderatoren äußerst ungeduldig. So verkündete er, das Abfallproblem der Stadt binnen 90 Tagen zu lösen, ohne auf Nachfrage sagen zu können, wie er das bewerkstelligen wollte.
Einige Tage später veröffentlichte der Inquirer eine Titelgeschichte von Buzz Bissinger, die ausführlich auf die Polizeibrutalität in Philadelphia einging und Rizzo als Polizeichef und späteren Bürgermeister für dieses Phänomen verantwortlich machte. Diese Story schadete seiner Wahlkampagne erheblich; der Inquirer gab Ende Oktober eine Wahlempfehlung für Goode. Einen weiteren Rückschlag nur wenige Tage vor der Wahl musste Rizzo einstecken, als er sich von der Lebensrechtsbewegung distanzierte, in deren Nähe ihn zuvor der Staatssenator und Rizzocrat Joseph Rocks in einem Radio-Interview gerückt hatte. Durch diesen Vorfall verlor er in der Konsequenz sowohl bei liberalen Wählern als auch bei Abtreibungsgegnern. Bei der Wahl am 3. November siegte schließlich Goode knapp mit 2,7 % Vorsprung. In der afroamerikanischen Wählergruppe kam Goode auf 97 %, Rizzo bei den Weißen auf 82 %. Er räumte seine Niederlage nie öffentlich ein und weigerte sich Goode zu seinem Wahlerfolg zu gratulieren.

#### Talkmaster auf WCAU-FM
Nach dieser Enttäuschung zog sich Rizzo fürs Erste wieder aus der Öffentlichkeit zurück. Ende 1987 machte er sich Hoffnungen, im Präsidentschaftswahlkampf 1988 in Philadelphia Hauptverantwortlicher für die Bush-Kampagne zu werden, obwohl er diesen wie Reagan für den Niedergang der Großstädte verantwortlich machte. Dessen Wahlkampfteam ging jedoch auf Abstand zu Rizzo und entschied sich für seinen Schützling Michael Smerconish. Zwar wurde ihm beim Besuch von Bush in Philadelphia im April 1988 ein persönliches Treffen zugestanden, aber als dieser sich die Nominierung für das Rennen um das Weiße Haus gesichert hatte, zeigte er ihm wieder die kalte Schulter.
Im August 1988 erhielt Rizzo von Programmdirektor Greg Tantum das Angebot, für den lokalen Radiosender WCAU-FM zu arbeiten. Er unterschrieb einen Zweijahresvertrag und moderierte ab dem 9. November eine Talk-Show. Weil er als Person weiterhin höchst umstritten war, war die endgültige Entscheidung für seine Einstellung in der CBS auf höchster Ebene vom damaligen CEO Laurence Tisch getroffen worden. Rizzos Sendung hieß Frank Talk with Frank Rizzo („Freimütiges Gespräch mit Frank Rizzo“) und bestand im Wesentlichen aus Höreranrufen, aber auch -briefen, die von ihm entgegengenommen und kommentiert wurden. Rizzo erreichte zu seiner Sendezeit den höchsten Höreranteil in Philadelphia. Häufige Anrufer in Frank Talk with Frank Rizzo waren Polizisten, die sich über das Präsidium beschwerten. Insgesamt erreichten Rizzo Anrufe und Briefe aus allen Gesellschaftsschichten und Stadtteilen. Im Jahr 1989 klagte er, veranlasst durch den Hinweis eines Hörers, erfolgreich gegen die Pensionszahlungen an Goodes ehemaligen Polizeipräsidenten Kevin Tucker. Dieser hatte nie als Polizist gedient, sondern kam aus dem United States Secret Service, und hatte während seiner 30-monatigen Amtszeit nicht in Philadelphia gelebt. Zudem war er bei seinem Polizei-Dienstabschied Mitte 1988, dem ein Wechsel in das Management einer Bank folgte, erst 48 Jahre alt und somit sieben Jahre jünger als das reguläre Pensionsalter.
Während Goodes zweiter Amtszeit hatte sich die Finanzkrise der Stadt so verschärft, dass sie in die Gefahr einer Insolvenz geriet. Im Stadtrat positionierte sich Lucien E. Blackwell als Nachfolger Goodes, der auf Grund der Amtszeitbeschränkung nicht zur Wiederwahl antreten konnte, während der einflussreiche demokratische Kongressabgeordnete William H. Gray seinen Protegé George R. Burrell als Kandidaten aufbaute und sich mit Rendell ein dritter Aspirant in Stellung brachte. Einige der engen Unterstützer Rizzos erwarteten von ihm nun eine Aussage, ob er wieder kandidierte, weil sie andernfalls zu den Demokraten zurückkehren und Rendells Kampagne unterstützen wollten. Anfang Februar 1990 ließ er über den Inquirer bekannt machen, dass er bei den republikanischen Primaries 1991 antreten werde, notfalls ohne Unterstützung durch die Parteiführung. Sein Arbeitgeber CBS verlangte von ihm umgehend einen Rückzug von diesem Vorhaben, weil sonst Sanktionen durch die Federal Communications Commission („Bundeskommunikationskommission“) drohten. Rizzo verneinte daraufhin in wenig glaubwürdiger Form seine Ambitionen auf das Rathaus. Das Problem einer möglichen Doppelfunktion Rizzos als Radiomoderator und Bürgermeisterkandidat löste sich sechs Monate später von selbst, als WCAU-FM wegen sinkender Hörerzahlen den Betrieb einstellte.

#### Bürgermeisterwahlen 1991

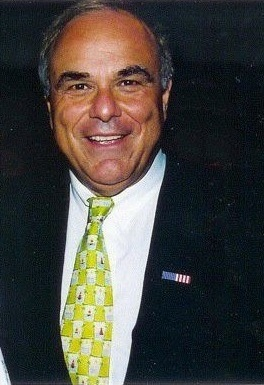
Bürgermeister Rendell (1990er Jahre)

Wie schon bei den Vorwahlen 1987 registrierten sich wegen Rizzo die weißen Wähler vor allem bei den Republikanern, was bei den Demokraten dem Afroamerikaner Blackwell zum Vorteil gereichte. Rizzo eröffnete Ende Januar 1991 seinen Vorwahlkampf mit einer öffentlichen Veranstaltung, bei der unter anderen der frühere Boxweltmeister Joe Frazier und der bekannte Vietnamkriegsveteran David A. Christian zugegen waren. Er machte wieder durch seine Wortwahl negative Schlagzeilen, indem er die Crackdealer als Wolfsrudel bezeichnete, die die Stadt terrorisierten und von der Polizei auf der Straße bekämpft werden müssten. Goodman, der erneut als sein Medienberater fungierte, hielt ihn danach zu einer gemäßigteren Rhetorik an, was Rizzo in der Folge beherzigte. Parteichef Meehan entschied sich nach diesem Wahlkampfauftakt Rizzos, und nachdem Vorwürfe wegen sexueller Belästigung gegen den anderen Kandidaten Samuel Katz laut wurden, die Bewerbung von Bezirksstaatsanwalt Castille für das Bürgermeisteramt zu unterstützen. Als Rizzo Mitte Februar davon erfuhr, hielt er trotzdem an seiner Kandidatur fest. Um gegen Castille eine Chance zu haben, animierte er Katz dazu, nicht aus dem Rennen auszusteigen, und schloss mit ihm einen Nichtangriffspakt.
Entsprechend richteten sich die Wahlkampfspots seiner Kampagne vor allem gegen Castille. Über den Kolumnisten der Philadelphia Daily News Chuck Stone lancierte er einen Bericht über einen Unfall Castilles, den dieser beim Spielen mit einer Handfeuerwaffe erlitten hatte. Unmittelbar danach griff Rizzo dies in einer persönlich verletzenden TV-Wahlwerbung auf, an deren Ende er Castille pathetisch ermahnte, dass Waffen kein Spielzeug seien. In einem TV-Interview legte er nach und bezeichnete Castille als einen Trinker mit psychopathologischen Auffälligkeiten. Nachdem er diese Negativkampagne für ausgereizt erachtete, entschied Rizzo, in den letzten beiden Wochen der Primaries positive Werbespots zu senden, die auf seine Persönlichkeit fokussierten. Am Ende gewann er wie Wahl am 21. Mai 1991 knapp mit etwas mehr als tausend Stimmen Vorsprung auf Castille. Insgesamt waren mehr als 130.000 registrierte Republikaner zur Wahl gegangen.
Bei der Bürgermeisterwahl stand er Rendell gegenüber, der das Rennen bei den Demokraten gemacht hatte, jedoch einen schweren Stand bei den afroamerikanischen Bürgern hatte. Um hier entscheidend Stimmen zu gewinnen, setzte er auf Anraten seines Wahlkampfmanagers Weinberg ausschließlich auf das Thema Kriminalität. Weil insbesondere die schwarzen Stadtviertel unter den Folgen des Crack-Missbrauchs zu leiden hatten, sahen dort etliche Bewohner, insbesondere solche, die sich ehrenamtlich im Kampf gegen Drogen engagierten, in Rizzo einen vielversprechenden Bürgermeister, obwohl er in weiten Kreisen als Rassist in Verruf stand. Auch die einflussreiche afroamerikanische Radiomoderatorin Mary Mason sowie einige stadtbekannte schwarze Geistliche und Gemeindeführer signalisierten ihre Unterstützung für den republikanischen Kandidaten, darunter soger Bowser, der 1976 ein Mitinitiator der Unterschriftensammlung zur Amtsenthebung Rizzos war. Einen weiteren Hebelpunkt gegen Rendell setzte Rizzos Wahlkampfteam an, indem es versuchte, einen Afroamerikaner als unabhängigen Kandidaten zu gewinnen, der den Demokraten Stimmen abnehmen sollte. Letztendlich scheiterten sie aber mit diesem Vorhaben.
Im nächsten Schritt der Kampagnenführung versuchte Weinberg in der Stadtverwaltung an Falschparktickets zu kommen, die gegen Rendell ausgestellt worden waren. Dadurch wollte er an eine Adresse kommen, hinter der viele eine außereheliche Affäre von Rendell vermuteten. Dieses Gerücht war bereits bei der Wahl zum Bezirksstaatsanwalt im Jahr 1977 ein Thema gewesen, das seine Gegner öffentlich machten. Am 12. Juli besuchte Rizzo eine Anti-Drogen-Demonstration in einem afroamerikanischen Stadtviertel. Lokale Fernsehsender berichteten publikumswirksam vom Beifall der Bürger anlässlich seines Auftritts. Es wurde offensichtlich, dass sein Wahlkampf im Aufwind war. Am 14. Juli besuchte Rizzo die Kathedralbasilika St. Peter und Paul um Erzbischof Anthony Joseph Bevilacqua zu ehren, der kurz zuvor in das Kardinalskollegium aufgenommen worden war.

### Tod
Am 16. Juli 1991 wurde Rizzo kurz nach 13:20 Uhr in der Toilette seines Wahlhauptquartiers bewusstlos aufgefunden. Er starb knapp eine Stunde später an einem Kreislaufstillstand in Folge eines Herzinfarkts im nahegelegenen Thomas Jefferson Hospital. Auf Wunsch der Witwe wurde sein Leichnam in der Kathedralbasilika St. Peter und Paul aufgebahrt. Schon drei Stunden vor Start des öffentlichen Zugangs standen annähernd 14.000 Menschen in der Schlange, um Rizzo ein letztes Mal zu sehen. Präsident Bush und Vizepräsident Dan Quayle sowie Nixon drückten der Witwe in persönlichen Briefen ihr Beileid aus. Rizzo wurde nach einer Trauermesse in der Kathedralbasilika auf dem Holy Sepulchre Cemetery in Cheltenham, Montgomery County, beigesetzt. Die Trauerprozession zum Friedhof war seit über hundert Jahren die größte in Philadelphia und wurde von mehr als 300 Polizeifahrzeugen begleitet. Laut Paolantonio endete mit Rizzos Tod eine Ära in der Großstadt-Politik in den Vereinigten Staaten, die durch Männer gekennzeichnet gewesen sei, die mit ihrer offenen und unverblümten Sprache die Wähler überzeugten und eine geringe Parteibindung aufwiesen. Als Beispiel für einen Bundespolitiker dieses Typus führt er Ross Perot an, den unabhängigen Bewerber bei der Präsidentschaftswahl 1992. Bei der Bürgermeisterwahl im November 1991 gewann zwar Rendell mit großer Mehrheit gegen den republikanischen Ersatzkandidaten Egan, erhielt dabei aber weniger Stimmen als Rizzo bei seiner Niederlage 1987.

## Rezeption

### Ehrungen und Denkmäler
Im Jahr 1988 wurde vor dem Rathaus eine überlebensgroße Bronzestatue von Frank Rizzo aufgestellt, die durch den Bildhauer Zenos Frudakis geschaffen worden war. Von Anfang an umstritten, wurde sie als Symbol für Rassismus und Polizeigewalt im Rahmen der Proteste infolge des Todes von George Floyd beschädigt. Viele Bürger Philadelphias teilten diese Bewertung der Persönlichkeit Rizzos durch die Black-Lives-Matter-Bewegung, unter ihnen der Bürgermeister Jim Kenney, der die Entfernung des Denkmals anordnete. Auch Frudakis selbst hatte die Entfernung des Denkmals vorgeschlagen. In der Nacht vom 2. auf den 3. Juni 2020 demontierten Arbeiter schließlich die Statue. Ein Wandbild Rizzos am Italian Market wurde wenige Tage danach mit Einverständnis der Eigentümer mit schwarzer Farbe übermalt.

### Historische Bewertung
Rizzos politisches Leben wird sowohl von seinen Biografen als auch von der amerikanischen Politikwissenschaft sehr kritisch gesehen. In der Geschichte Philadelphias ist Rizzo bis heute eine der umstrittensten Figuren, in einer vom Fachmagazin Social Science Quarterly durchgeführten Abstimmung aus dem Jahr 1997 wählten ihn 160 Wissenschaftler, die Arbeiten zu Bürgermeistern amerikanischer Großstädte veröffentlicht hatten, zum schlechtesten Bürgermeister des Zeitraums 1960 bis 1993. Zu seinem politischen Leben erschienen in den Jahren 1977, 1993 und 2018 insgesamt drei Biografien, die seine Spielart des populistischen Blue Collar-Konservativismus, genannt Rizzoism/Rizzoismus, als im Ergebnis gescheitert und katastrophal, aber bei weißen Arbeitern zeitweise erfolgreich kennzeichnen.
Bereits im Jahr 1977 erschien mit The Cop who would be King: The Honorable Frank Rizzo von Joseph R. Daughen und Peter Binzen eine erste Biografie Rizzos. In diesem kritischen Werk konstatierten die Autoren, dass seine durch Gewalt und Misswirtschaft gekennzeichnete Amtsführung katastrophal gewesen und er daran gescheitert sei, seinem Vorbild Richard J. Daley nachzueifern. Den Rizzoismus erachteten sie als einen lokalen Virus, der sich nicht weiter ausbreiten werde. In ihrer Analyse fokussierten sie sich auf die von Rizzo ausgeübte Patronage. Diese erinnere zwar an die mächtigen Parteimaschinen in den amerikanischen Metropolen früherer Zeiten, sei aber eigentlich besser mit dem „Padronesystem“ zu vergleichen, das Ende des 19. Jahrhunderts von italienischen Einwanderern in die Vereinigten Staaten gebracht worden sei. In diesem System verteilte der „Padrone“ als politische Führungsfigur und familiärer Patriarch Jobs an die Italoamerikaner und forderte dafür deren Loyalität ein. Entsprechend hatte der Arbeitstitel des Buches von Daughen und Binzen The Padrone gelautet.
Frank Donner, der frühere Direktor der American Civil Liberties Union, sieht in der Art und Weise, mit welcher Rizzo die Polizei als ein Mittel zur Durchsetzung seiner moralischen und rassistischen Überzeugungen und zur Bekämpfung politischer Gegner ausnutzte, einen urbanen Polizeistaat verwirklicht. Laut Donner ist das Philadelphia während der Ägide Rizzos ein herausragendes Beispiel für die Ausbreitung polizeistaatlicher Methoden in der Regierungsführung. Deshalb spricht er vom Philadelphia jener Zeit als einer police city.
Laut Paolantonio verfolgte Rizzo bei seinem politischen Handeln in erster Linie nicht ein Programm, sondern richtete es allein nach persönlichen Beziehungen aus. Er war der erste Politiker in der durch das Quäkertum traditionell egalitär geprägten Stadt, dessen Macht allein in seiner charismatischen Anziehungskraft lag und der das Rampenlicht suchte. Mit seinem personalisierten Politikstil beschleunigte er die Spaltung zwischen den Races in Philadelphia. Die Rizzocrats sind im Kontext der ausgehenden 1960er Jahre zu sehen, als eine wachsende Mittelschicht, darunter viele katholische Einwanderer der zweiten Generation, ihren Schwerpunkt rechts der politischen Mitte hatte. Sie bildeten später mit den Anhängern anderer bedeutender demokratischer Bürgermeister wie Joseph Alioto, Sam Yorty und Kevin White die Wählergruppe der Reagan Democrats, also der städtischen, traditionell demokratischen Arbeiterschicht, die ab der Präsidentschaftswahl 1980 in großem Umfang republikanisch wählte.
Laut seinem Biografen Timothy J. Lombardo verhalf Rizzo dessen Law-and-Order-Politik zu nationaler Prominenz. Während der amerikanischen Großstadt-Krise in den 1960er und 1970er Jahren konnten sich damit Polizisten und die Arbeiterklasse identifizieren. Sie betrachteten den Migrantensohn und Schulabbrecher Rizzo als einen aus ihrer Mitte, nicht zuletzt weil er der Bürgerrechtsbewegung reaktionär gegenübertrat. Ein weiterer Faktor war, dass in den Metropolen in dieser Ära Polizeipolitik und der Berufsverband Fraternal Order of Police zentrale Bedeutung hatten. Rizzo sei ein archetypisches Beispiel für den populistischen Konservativismus weißer Großstädter in dieser Ära; ähnliche Politikertypen seien Reagan, Nixon, Daley, Yorty und Alabamas Gouverneur George Wallace gewesen.
Rizzos Erfolg basierte auf einem „Blue-Collar-Konservativismus“, der den Wohlfahrtsstaat und New-Deal-Liberalismus selektiv ablehnte, weil diese Institutionen vermeintlich nicht mehr weißen Arbeitern, sondern anderen Ethnien zugutekamen. Aus Sicht der Rizzocrats hatten Afroamerikaner und andere Nichtweiße kein Anrecht auf staatliche Unterstützung, weil sie sie nicht durch harte Arbeit verdient hätten. Entsprechend wurden Maßnahmen zur Gleichstellung als ungerechtfertigte Privilegierung abgelehnt. Aus dieser Einstellung in Verbindung mit einer Vorliebe für Law-and-Order-Politik und großer Verehrung für die Polizei entwickelte sich laut Lombardo das Phänomen der Masseninhaftierung von Afroamerikanern, das das Gefängnissystem der Vereinigten Staaten bis heute kennzeichnet. Viele Rizzocrats sahen in ihm jemanden, der nicht nur ihr Stadtviertel vor Kriminalität, sondern auch ihre Traditionen und Institutionen vor liberalen Veränderungsprozessen schützte. Entsprechend lag in der konfliktträchtigen, baulichen Neuordnung des städtischen Raums während der 1960er und 1970er Jahre ein wichtiger Faktor für seinen Aufstieg. Zu Beginn der 1980er Jahre benutzten Experten zur Bezeichnung des Phänomens des populistischen „Blue Collar-Konservativismus“, der besonders unter Katholiken Anhänger hatte, erstmals den Begriff Reagan Democrats.
Der „Blue Collar-Konservativismus“ hatte laut Lombardo neben negativen Werten wie der Ablehnung von Liberalismus und Multikulturalismus eigene kulturelle Normen und Ideale. Dies waren vor allem harte Arbeit, der ausgeprägte Wille zum sozialen Aufstieg und die Bewahrung der weißen ethnischen Identität und ihrer Traditionen, wie im Falle Rizzos der italoamerikanischen. Außerdem wurde in dieser Schicht eine extreme Form der Männlichkeit verehrt, der Rizzo durch robustes Auftreten und brutale Polizeipolitik entsprach. Ein weiterer Faktor, der seinen Aufstieg beförderte, war eine Ästhetisierung und Heroisierung der weißen Arbeiterklasse in der amerikanischen Populär- und Sportkultur der 1970er Jahre. So entwickelten sich die rein weißen Philadelphia Flyers durch ihre harte Spielweise zu einem in der Arbeiterklasse beliebten Verein, dessen Image auf die Stadt selbst ausstrahlte. Als Beispiele im Kulturbetrieb führt Lombardo die Serie All in the Family oder den Film Hundstage (1975) an. Das Bild von Philadelphia als eine zutiefst durch die weiße Industriearbeiterschaft und ihre konservativen Werte geprägte Stadt machte 1976 der Film Rocky weltbekannt.
Laut Lombardo fanden sich in Donald Trumps Präsidentschaftswahlkampf 2015/16 etliche Werte aus dem „Blue Collar-Konservativismus“ wieder, die bereits Rizzo vertreten hatte. So habe sich Trump im Wahlkampf vor allem an weiße Arbeiter gerichtet und ihnen unter anderem versprochen, gegenüber Black Lives Matter Law-and-Order-Politik zu machen und mehr Jobs in der Industrie zu schaffen. Gleichzeitig nutzte er wie Rizzo in seinen Wahlkämpfen die verbreitete Wahrnehmung aus, dass die Polizei in den Großstädten in ihrer Existenz bedroht werde. Ebenso spielte er mit dem rassistischen Vorurteil, dass die Metropolen sich im Niedergang befänden, weil ihre Bevölkerungsmehrheit zunehmend schwarz sei. Wie bei Rizzo sei nicht so sehr der Inhalt seiner Botschaften Grund für seine Popularität gewesen, sondern vielmehr die Ausdrucksweise, die unter anderem beleidigende Angriffe auf politische Gegner oder provokative Äußerungen beinhaltete. Damit habe er es trotz seiner deutlich anderen Herkunft geschafft, von den weißen Arbeitern als einer von ihnen betrachtet zu werden.